# ЭП2Д
ЭП2Д (электропоезд пригородный, 2-й тип, демиховский), ЭП2ДМ (электропоезд пригородный, 2-й тип, демиховский, модифицированный) — российские электропоезда постоянного тока производства Демиховского машиностроительного завода (ДМЗ), входящего в ЗАО «Трансмашхолдинг» (ТМХ). ЭП2Д представляет собой дальнейшее развитие электропоездов ЭД4М 500-х номеров, а ЭП2ДМ создан на основе  ЭП2Д с переходом на российские комплектующие.
Заводское обозначение поезда ЭП2Д — 62-377.
Заводские обозначения вагонов ЭП2Д:
- моторный головной вагон (Мг) — 62-378;
- прицепной головной вагон (Пг) — 62-379;
- моторный промежуточный вагон (Мп) — 62-380;
- прицепной промежуточный вагон (Пп) — 62-381.

## История создания и выпуска

### Проектирование

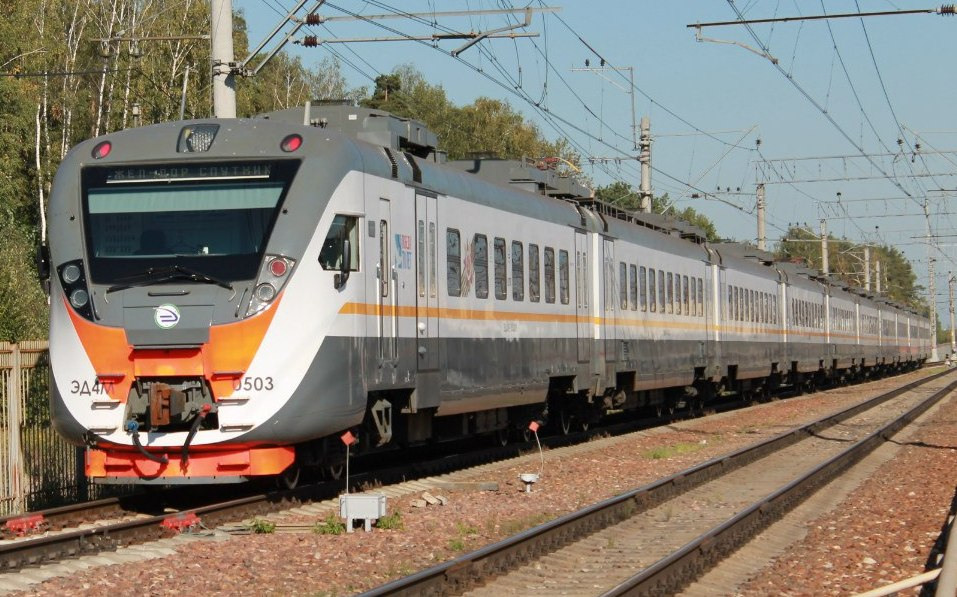
Электропоезд ЭД4М 500-х номеров (ЭД4М-0503) — прародитель серии ЭП2Д

Электропоезд создан как преемник электропоездов ЭД4М 500-х номеров в соответствии с новыми требованиями по безопасности в странах Таможенного союза по техническому заданию ОАО «Центральная пригородная пассажирская компания» (ЦППК) и предназначен для пассажирских перевозок на участках с шириной колеи 1520 мм, электрифицированных постоянным током напряжением 3000 В. Чуть позже был создан аналогичный по конструкции механической части электропоезд переменного тока ЭП3Д (на базе ЭД9Э номеров 0028—0032), также в будущем на основе электропоездов ЭП2Д и ЭП3Д рассматривается возможность создания дизель-электропоездов.
Разработка поезда была начата Демиховским заводом с середины 2015 года. При проектировании электропоезда были учтены новые требования стран Таможенного союза, согласно которым, в частности, все пассажирские моторвагонные поезда, производимые после августа 2016 года, должны быть оборудованы краш-системой безопасности пассажиров. Также для нового электропоезда была разработана концепция моторных головных вагонов для возможности формирования коротких двух- и трёхвагонных составов.

### Выпуск, испытания и презентация

#### ЭП2Д

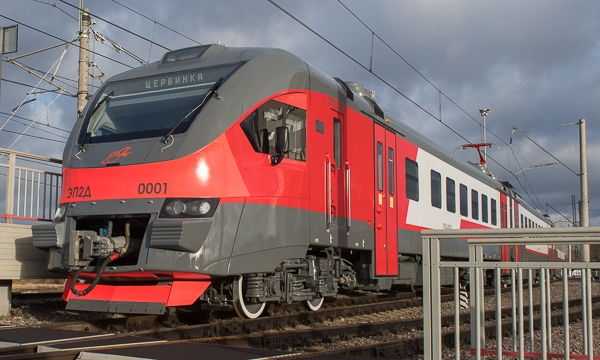
ЭП2Д-0001. Презентация на ЭК ВНИИЖТ (2015 год)

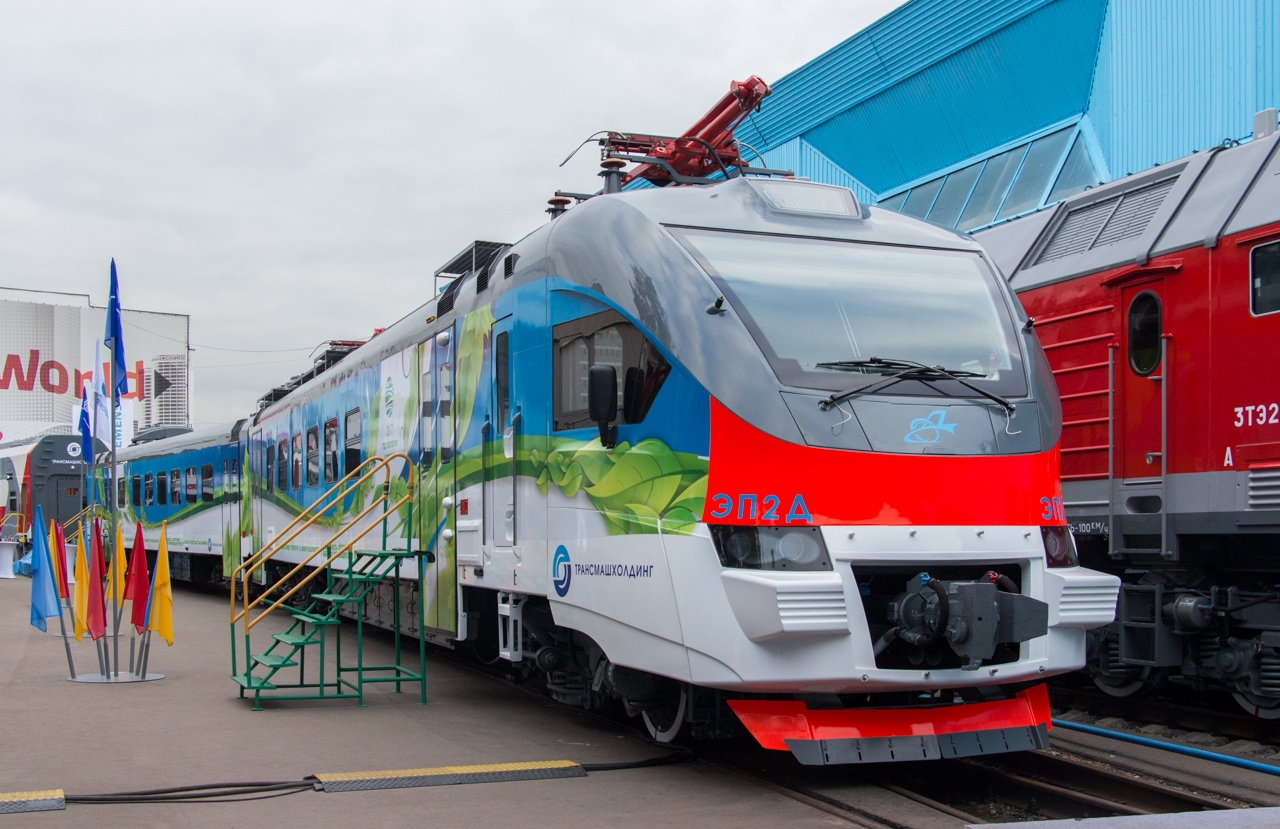
ЭП2Д-0001. Презентация на ЭК ВНИИЖТ (2017 год)

Первый электропоезд (ЭП2Д-0001, опытный образец) был выпущен в декабре 2015 года в четырёхвагонной составности и проходил испытания на экспериментальном кольце в Щербинке (ЭК ВНИИЖТ). В целях сертификации электропоезда с вагонами всех четырёх типов один из его головных вагонов был выпущен в исполнении Мг, другой Пг; промежуточные вагоны также были построены разными (Пп и Мп). Поезд был окрашен в корпоративную серо-красную цветовую схему ОАО «РЖД».

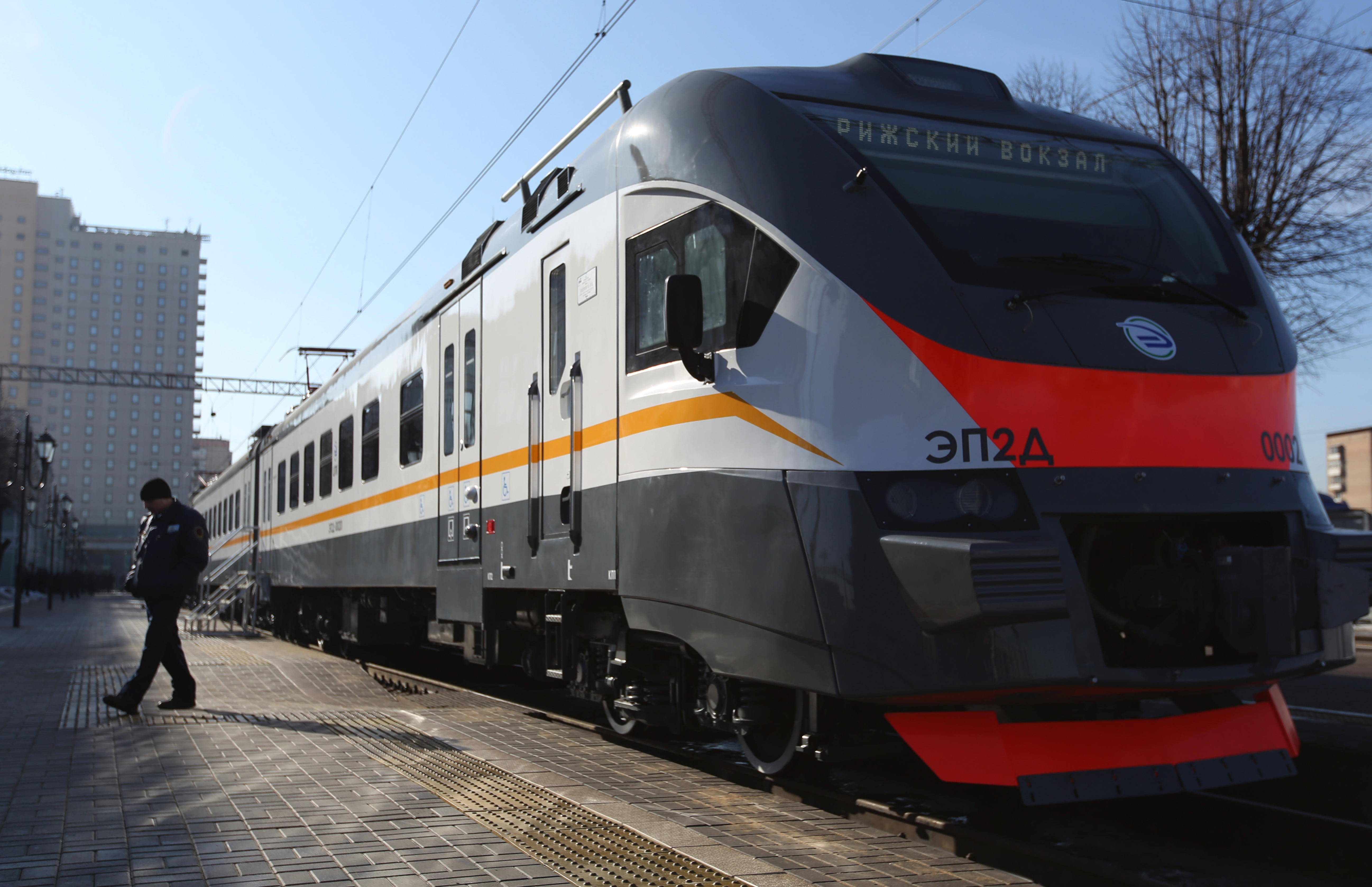
ЭП2Д-0002. Презентация на Рижском вокзале (2016 год)

В феврале 2016 года был выпущен второй опытный образец (электропоезд ЭП2Д-0002). В отличие от первого поезда его двери рассчитаны исключительно на высокие платформы, а сам поезд, выпущенный в 11-вагонной составности (компоновка аналогична ЭД4М — с двумя вагонами Пг), был окрашен в бело-серую цветовую схему с жёлтой полосой (ливрея губернаторской программы «Наше Подмосковье»). ЭП2Д-0002 был направлен для презентации в Москву; 10 марта 2016 года в составе шести вагонов (01, 02, 04, 07, 10, 09) он был представлен пассажирам на Рижском вокзале.
25 мая 2016 года электропоезд ЭП2Д-0001 был презентован на станции Кириши при участии Северо-Западной Пригородной Пассажирской компании (СЗППК), которая планировала приобрести на то время в общей сложности четыре поезда данной серии.
22 июля 2016 года ДМЗ получил на серию ЭП2Д сертификат соответствия Таможенного союза, что позволило начать серийный выпуск таких поездов вместо ЭД4М. Срок действия сертификата пять лет; по истечении этого срока серия ЭП2Д должна будет пройти очередные испытания. Полученный сертификат позволяет без ограничений эксплуатировать эту серию на территории государств, входящих в Евразийский экономический союз (по состоянию на 2016 год в союз входят Россия, Белоруссия, Армения, Казахстан и Киргизия), точнее тех из них, где есть электрифицированные постоянным напряжением линии. Серийный выпуск был начат в том же году.
Весной 2020 года, после прохождения испытаний на ЭК ВНИИЖТ и скоростном испытательном полигоне в городе Белореченске, ДМЗ получил сертификат на право выпуска ЭП2Д, назначенный срок службы которых увеличен с 30 до 40 лет.
По состоянию на сентябрь 2016 года были построены шесть составов с номерами 0001—0003 и 0008—0010. Однако позже восьмивагонный поезд № 0003 был перенумерован (с присвоением номера 0004) и дополнен ещё тремя вагонами (в конце 2018 года номер 0003 был присвоен двухвагонному ЭП2Д для Армении). По состоянию на конец 2016 года было известно о постройке 11 составов (номера 0001, 0002, а также от 0004 до 0012); все эти поезда кроме 0001 поставлены с завода в 11-вагонной составности. С 2018 года составность начала сильно варьироваться в зависимости от заказчика. Все составы для Московского региона, включая экспрессы, продолжали выпускаться в одиннадцативагонной составности, в то время как для других регионов они стали выпускаться в двух-, четырёх-, шести- и восьмивагонной составности. В 2020 году продолжается серийная постройка новых поездов.
В 2018 году был выпущен электропоезд ЭП2Д-0050, головной вагон которого (ЭП2Д-005001) стал 9000-м электровагоном ДМЗ.
В 2020 году был выпущен электропоезд ЭП2Д-0135, головной вагон которого (ЭП2Д-013501) стал 10000-м электровагоном ДМЗ.

#### ЭП2ДМ

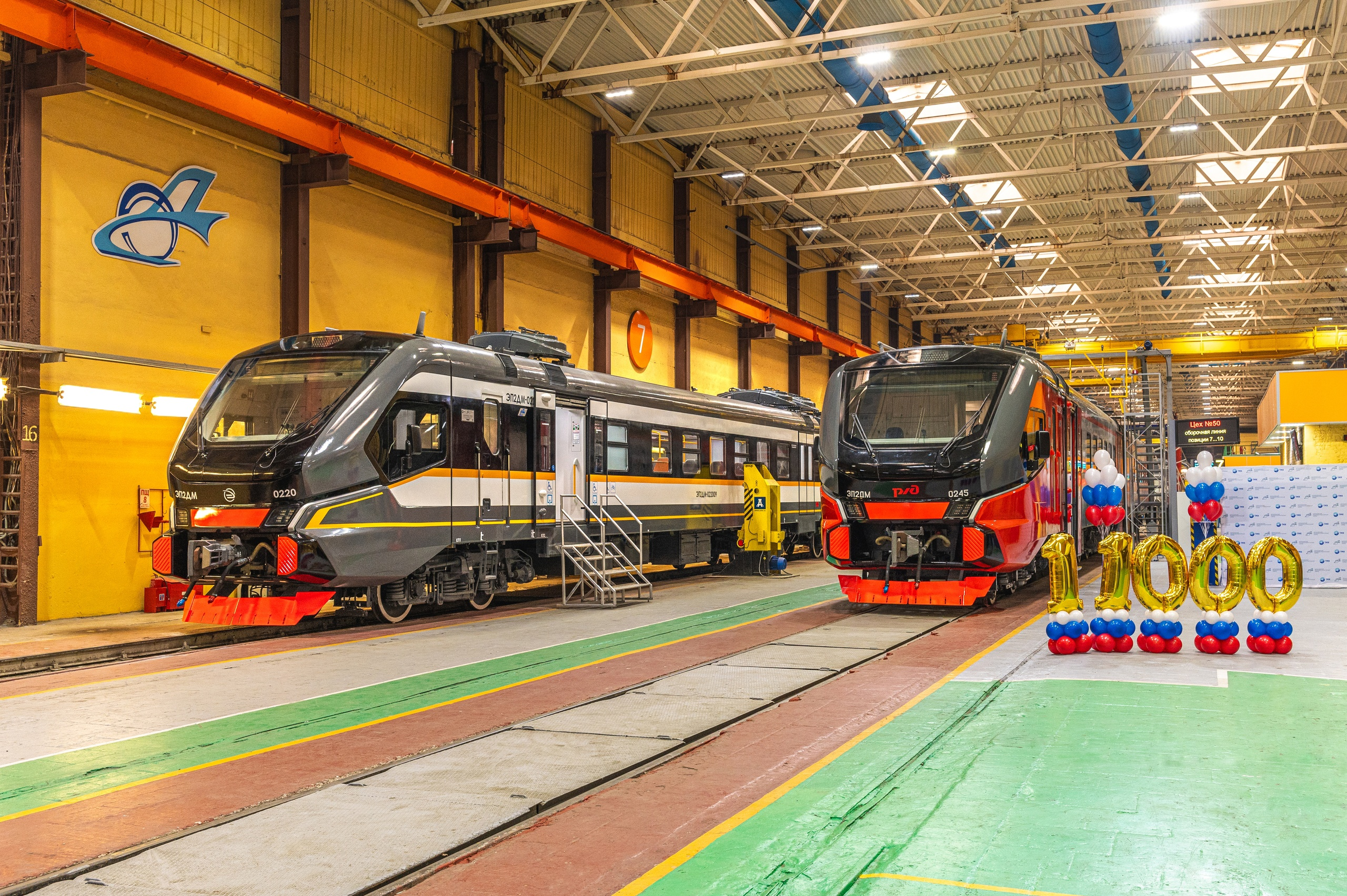
ЭП2ДМ-0220 и 0245. Презентация на ДМЗ (2023 год)

Продолжая тему импортозамещения, в 2022 году ДМЗ подготовился к выпуску модификации ЭП2ДМ, доля российских комплектующих в котором доведена до максимума. К его созданию были привлечены более 80 предприятий из разных регионов России. Осенью 2022 года началась постройка опытного образца этой модификации, и в конце года первый состав под номером 0300 был практически готов (сдан в начале 2023 года).
В 2023 году электропоезд направили на экспериментальное кольцо Всероссийского научно-исследовательского института железнодорожного транспорта (ЭК ВНИИЖТ, в городском округе Щербинка) для прохождения испытаний. В ходе испытаний электропоезд совершил опытный пробег 5000 км. В том же году производитель завершил сертификацию. Конструкторской документации присвоена литера А.
Серийное производство электропоездов налажено также с 2023 года.
В том же 2023 году ДМЗ выпустил 11-тысячный вагон электропоезда. Это один из головных вагонов состава ЭП2ДМ-0245.
По состоянию на  2023 год выпущено не менее 14 составов электропоезда серии ЭП2ДМ (с порядковыми номерами 0217, 0220, 0224, 0226, 0227, 0233, 0234, 0245, 0246, 0248, 0251, 0258, 0260 и 0300). 
Конструкция кузова также претерпела изменения, которые коснулись в основном формы лобовой части кабины машиниста — по сравнению с ЭП2Д, у неё появилась вогнутая впадина на уровне между автосцепкой и лобовым стеклом, а буферные фонари получили диагональные скосы. Дизайн разработан с привлечением Национального центра промышленного дизайна и инноваций «2050.ЛАБ».
| Год выпуска | Серия    | Количество вагонов в электропоездах | Количество построенных электропоездов, шт | Номера выпущенных электропоездов | Количество построенных электровагонов | Количество построенных электровагонов | Количество построенных электровагонов | Количество построенных электровагонов | Количество построенных электровагонов |
| Год выпуска | Серия    | Количество вагонов в электропоездах | Количество построенных электропоездов, шт | Номера выпущенных электропоездов | общее                                 | Моторных головных                     | Прицепных головных                    | Моторных промежуточных                | Прицепных промежуточных               |
| ----------- | -------- | ----------------------------------- | ----------------------------------------- | --- | ------------------------------------- | ------------------------------------- | ------------------------------------- | ------------------------------------- | ------------------------------------- |
| 2015        | ЭП2Д     | 4                                   | 1                                         | 0001 | 4                                     | 1                                     | 1                                     | 1                                     | 1                                     |
| 2016        | ЭП2Д     | 11                                  | 10                                        | 0002, 0004—0012 | 110                                   | —                                     | 20                                    | 50                                    | 40                                    |
| 2017        | ЭП2Д     | 11                                  | 28                                        | 0013—0040 | 308                                   | —                                     | 56                                    | 140                                   | 112                                   |
| 2018        | ЭП2Д     | 11                                  | 20                                        | 0041—0060 | 222                                   | 1                                     | 41                                    | 100                                   | 80                                    |
| 2018        | ЭП2Д     | 2                                   | 1                                         | 0003 | 222                                   | 1                                     | 41                                    | 100                                   | 80                                    |
| 2019        | ЭП2Д     | 11                                  | 27                                        | 0061—0087 | 321                                   | —                                     | 60                                    | 147                                   | 114                                   |
| 2019        | ЭП2Д     | 8                                   | 3                                         | 0088, 0093, 0096 | 321                                   | —                                     | 60                                    | 147                                   | 114                                   |
| 2020        | ЭП2Д     | 11                                  | 29                                        | 0089—0092, 0094—0095, 0097—0101, 0103—0105, 0108, 0109, 0112, 0113, 0116—0118, 0120—0122, 0125—0129 | 395                                   | —                                     | 88                                    | 183                                   | 124                                   |
| 2020        | ЭП2Д     | 6                                   | 7                                         | 0107, 0110, 0111, 0114, 0115, 0119, 0123 | 395                                   | —                                     | 88                                    | 183                                   | 124                                   |
| 2020        | ЭП2Д     | 4                                   | 8                                         | 0102, 0106, 0124, 0131—0135 | 395                                   | —                                     | 88                                    | 183                                   | 124                                   |
| 2020        | ЭП2Д     | +1 (доп. вагоны)                    | —                                         | 2001, 3001 | 395                                   | —                                     | 88                                    | 183                                   | 124                                   |
| 2021        | ЭП2Д     | 11                                  | 24                                        | 0130, 0136—0138, 0140, 0141, 0143, 0145, 0148, 0150, 0151, 0154, 0156, 0157, 0159—0163, 0170—0175 | 279                                   | 2                                     | 52                                    | 125                                   | 100                                   |
| 2021        | ЭП2Д     | 2                                   | 2                                         | 0166, 0167 | 279                                   | 2                                     | 52                                    | 125                                   | 100                                   |
| 2022        | ЭП2Д     | 11                                  | 19                                        | 0165, 0168, 0169, 0176—0184, 0206—0210, 212, 213 | 353                                   | —                                     | 88                                    | 167                                   | 98                                    |
| 2022        | ЭП2Д     | 10                                  | 1                                         | 0265 | 353                                   | —                                     | 88                                    | 167                                   | 98                                    |
| 2022        | ЭП2Д     | 8                                   | 2                                         | 0192, 0195 | 353                                   | —                                     | 88                                    | 167                                   | 98                                    |
| 2022        | ЭП2Д     | 6                                   | 15                                        | 0164, 0185—0191, 0193, 0194, 0196—0199, 0203 | 353                                   | —                                     | 88                                    | 167                                   | 98                                    |
| 2022        | ЭП2Д     | 4                                   | 7                                         | 0200—0202, 0204, 0205, 0228, 0264 | 353                                   | —                                     | 88                                    | 167                                   | 98                                    |
| 2023        | ЭП2Д     | 11                                  | 15                                        | 0211, 0214—0216, 0218, 0219, 0221—0223, 0225, 0229, 0230, 0231, 0232, 0235 | 179                                   | —                                     | 36                                    | 82                                    | 61                                    |
| 2023        | ЭП2Д     | 6                                   | 1                                         | 0243 | 179                                   | —                                     | 36                                    | 82                                    | 61                                    |
| 2023        | ЭП2Д     | 4                                   | 3                                         | 0228, 0238, 0242, 0247, 0254 | 179                                   | —                                     | 36                                    | 82                                    | 61                                    |
| 2023        | ЭП2ДМ    | 11                                  | 9                                         | 0217, 0220, 0224, 0226, 0227, 0234, 0237, 0239, 0245, 0249, 0260, 0300 | 116                                   | —                                     | 28                                    | 54                                    | 34                                    |
| 2023        | ЭП2ДМ    | 6                                   | 2                                         | 0245, 0251—0253 | 116                                   | —                                     | 28                                    | 54                                    | 34                                    |
| 2023        | ЭП2ДМ    | 4                                   | 4                                         | 0233, 0246, 0248, 0258, 0261 | 116                                   | —                                     | 28                                    | 54                                    | 34                                    |
| 2024        | ЭП2Д (М) |                                     |                                           | (0240), (0256), (0260), (0262), (0263), (0266), 0267, (0268), (0269), 0270, (0271—0275), 0276, (0277—0279), (0280—0283), 0284, 0285, (0286), 0287—0289, (0290), (0293), (0294), (0297), (0302), (0303)                                                                            |                                       |                                       |                                       |                                       |                                       |
| 2025        | ЭП2ДМ    |                                     |                                           | 0295, 0298, 0299, 0301, 0304 |                                       |                                       |                                       |                                       |                                       |
| Всего       | ЭП2Д     | 11                                  | 173                                       | 0002, 0004—0087, 0089—0092, 0094, 0095, 0097—0101, 0103—0105, 0108, 0109, 0112, 0113, 0116—0118, 0120—0122, 0125—0130, 0136—0138, 0140, 0141, 0143, 0145, 0148, 0150, 0151, 0154, 0156, 0157, 0159—0163, 0165, 0168—0184, 0206—0216, 0218, 0219, 0221—0223, 0225, 0229—0232, 0235 | 2171                                  | 4                                     | 442                                   | 995                                   | 730                                   |
| Всего       | ЭП2Д     | 10                                  | 1                                         | 0265 | 2171                                  | 4                                     | 442                                   | 995                                   | 730                                   |
| Всего       | ЭП2Д     | 8                                   | 5                                         | 0088, 0093, 0096, 0192, 0195 | 2171                                  | 4                                     | 442                                   | 995                                   | 730                                   |
| Всего       | ЭП2Д     | 6                                   | 23                                        | 0107, 0110, 0111, 0114, 0115, 0119, 0123, 0164, 0185—0191, 0193, 0194, 0196—0199, 0203, 0243 | 2171                                  | 4                                     | 442                                   | 995                                   | 730                                   |
| Всего       | ЭП2Д     | 4                                   | 18                                        | 0001, 0102, 0106, 0124, 0131—0135, 0200—0202, 0204, 0205, 0228, 0238, 0242, 0264 | 2171                                  | 4                                     | 442                                   | 995                                   | 730                                   |
| Всего       | ЭП2Д     | 2                                   | 3                                         | 0003, 0166, 0167 | 2171                                  | 4                                     | 442                                   | 995                                   | 730                                   |
| Всего       | ЭП2Д     | +1 (доп. вагоны)                    | —                                         | 2001, 3001 | 2171                                  | 4                                     | 442                                   | 995                                   | 730                                   |
| Всего       | ЭП2ДМ    | 11                                  | 9                                         | 0217, 0220, 0224, 0226, 0227, 0234, 0245, 0260, 0300 | 116                                   | —                                     | 28                                    | 54                                    | 34                                    |
| Всего       | ЭП2ДМ    | 6                                   | 2                                         | 0245, 0251 | 116                                   | —                                     | 28                                    | 54                                    | 34                                    |
| Всего       | ЭП2ДМ    | 4                                   | 4                                         | 0233, 0246, 0248, 0258 | 116                                   | —                                     | 28                                    | 54                                    | 34                                    |

## Общие сведения

### Назначение
Электропоезда предназначены для пригородных или региональных пассажирских перевозок на линиях колеи 1520 мм, электрифицированных постоянным током с номинальным напряжением 3 кВ. Поезда могут эксплуатироваться при температуре наружного воздуха от −50 до +50 °C. В зависимости от конструктивного исполнения дверей одни поезда могут эксплуатироваться на линиях, оборудованных как высокими, так и низкими платформами (например ЭП2Д-0001), другие — только высокими платформами (например ЭП2Д-0002 и большинство других составов, выпускаемых по заказу ЦППК).

### Составность
Поезда ЭП2Д в базовой составности имеют 4 либо 11 вагонов, включая головные (два Пг, либо Пг и Мг), а также Мп и Пп. Головной моторный вагон создан для формирования поездов малой составности из 2-4 вагонов, которые могут использоваться на линиях с малым пассажиропотоком. Возможно формирование поездов любой составности от двух до 12 вагонов. Пассажировместимость поезда в 11-вагонной составности составляет 2866 человек.
Для электропоезда ЭП2ДМ разработаны только три типа вагонов: Пг, Мп и Пп. При этом ЭП2ДМ может формироваться в составности 4, 6 и от 8 до 11 вагонов.

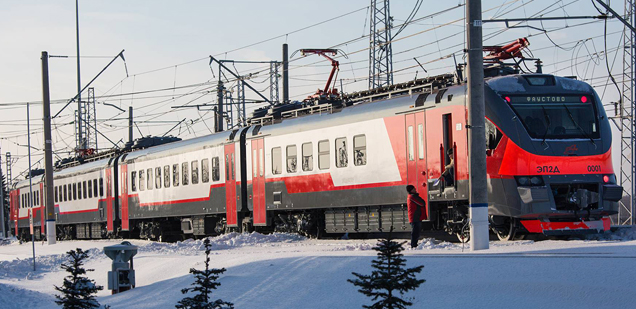
Электропоезд ЭП2Д-0001 с четырьмя типами вагонов. Слева направо: вагоны Пг, Мп, Пп, Мг
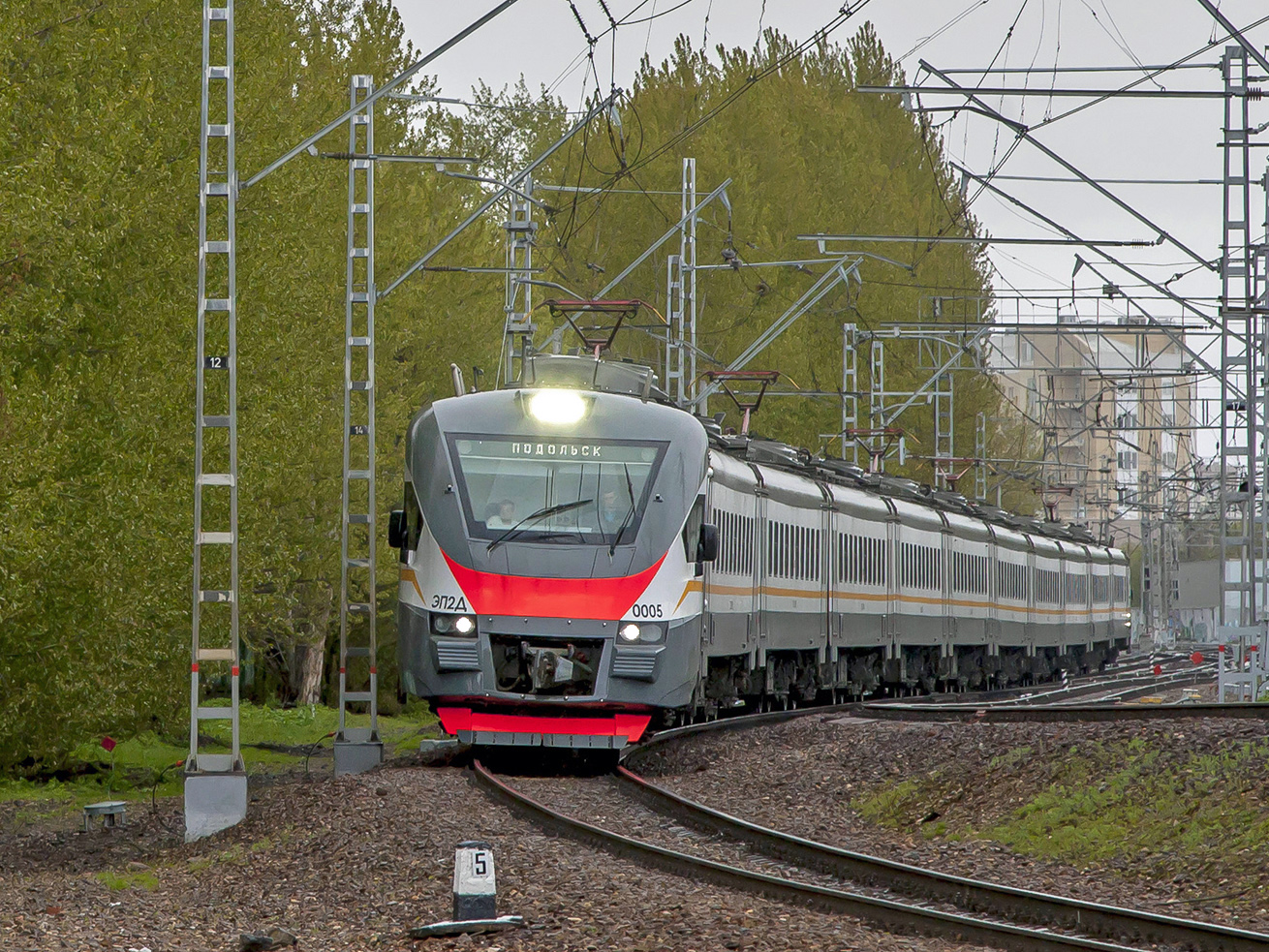
Электропоезд ЭП2Д-0005 основной 11-вагонной составности

### Технические характеристики
Основные параметры электропоезда ЭП2Д основных составностей и вагонов:
| Параметр                                                                        | Параметр                                                    | Вагон                                 | Вагон                              | Вагон                          | Вагон                                               | Состав                                             | Состав                                             | Состав                                             | Состав                                             | Состав                                             | Состав                                             |  |
| Параметр                                                                        | Параметр                                                    | Мг                                    | Пг                                 | Мп                             | Пп                                                  | 2 вагона                                           | 4 вагона (с Мг)                                    | 4 вагона (без Мг)                                  | 6 вагонов                                          | 8 вагонов                                          | 11 вагонов                                         |  |
| Осевая формула                                                                  | Осевая формула                                              | 20—20                                 | 2—2                                | 20—20                          | 2—2                                                 | см. данные вагонов                                 | см. данные вагонов                                 | см. данные вагонов                                 | см. данные вагонов                                 | см. данные вагонов                                 | см. данные вагонов                                 |  |
| Назначенный срок службы, лет                                                    | Назначенный срок службы, лет                                | 40                                    | 40                                 | 40                             | 40                                                  | 40                                                 | 40                                                 | 40                                                 | 40                                                 | 40                                                 | 40                                                 |  |
| Размеры                                                                         |                                                             |                                       |                                    |                                |                                                     |                                                    |                                                    |                                                    |                                                    |                                                    |                                                    |  |
| Габарит вписывания по ГОСТ 9238-83                                              | Габарит вписывания по ГОСТ 9238-83                          | Та                                    | Та                                 | Та                             | Та                                                  | Та                                                 | Та                                                 | Та                                                 | Та                                                 | Та                                                 | Та                                                 |  |
| Длина, мм                                                                       | по осям автосцепок                                          | 22 798                                | 22 798                             | 22 056                         | 22 056                                              | 45 596                                             | 89 708                                             | 89 708                                             | 133 820                                            | 177 932                                            | 244 100                                            |  |
| Длина, мм                                                                       | по кузову                                                   | 22 053                                | 22 053                             | 21 340                         | 21 340                                              | 22 053 (головной) / 21 340 (промежуточный)         | 22 053 (головной) / 21 340 (промежуточный)         | 22 053 (головной) / 21 340 (промежуточный)         | 22 053 (головной) / 21 340 (промежуточный)         | 22 053 (головной) / 21 340 (промежуточный)         | 22 053 (головной) / 21 340 (промежуточный)         |  |
| Ширина, мм                                                                      | по кузову                                                   | 3480                                  | 3480                               | 3480                           | 3480                                                | 3480                                               | 3480                                               | 3480                                               | 3480                                               | 3480                                               | 3480                                               |  |
| Ширина, мм                                                                      | по зеркалам                                                 | 3700                                  | 3700                               | —                              | —                                                   | 3700                                               | 3700                                               | 3700                                               | 3700                                               | 3700                                               | 3700                                               |  |
| Высота от уровня головок рельс, мм                                              | по верху крыши                                              | 4264                                  | 4264                               | 4264                           | 4264                                                | 4264                                               | 4264                                               | 4264                                               | 4264                                               | 4264                                               | 4264                                               |  |
| Высота от уровня головок рельс, мм                                              | по антеннам                                                 | 5062                                  | 5062                               | 5062                           | 5062                                                | 5062                                               | 5062                                               | 5062                                               | 5062                                               | 5062                                               | 5062                                               |  |
| Высота от уровня головок рельс, мм                                              | по опущенному токоприёмнику                                 | 5072                                  | —                                  | 5072                           | —                                                   | 5072                                               | 5072                                               | 5072                                               | 5072                                               | 5072                                               | 5072                                               |  |
| Высота от уровня головок рельс, мм                                              | максимальная по поднятому токоприёмнику                     | 7290                                  | —                                  | 7290                           | —                                                   | 7290                                               | 7290                                               | 7290                                               | 7290                                               | 7290                                               | 7290                                               |  |
| Высота оси автосцепок, мм                                                       | головных                                                    | 1060                                  | 1060                               | —                              | —                                                   | 1060                                               | 1060                                               | 1060                                               | 1060                                               | 1060                                               | 1060                                               |  |
| Высота оси автосцепок, мм                                                       | промежуточных                                               | 1132                                  | 1132                               | 1132                           | 1132                                                | 1132                                               | 1132                                               | 1132                                               | 1132                                               | 1132                                               | 1132                                               |  |
| Расстояние от уровня головок рельс до корпуса редуктора, мм                     | Расстояние от уровня головок рельс до корпуса редуктора, мм | 115                                   | 115                                | 115                            | 115                                                 | 115                                                | 115                                                | 115                                                | 115                                                | 115                                                | 115                                                |  |
| Размеры ходовой части                                                           | Шкворневая база вагона, мм                                  | 15 000                                | 15 000                             | 15 000                         | 15 000                                              | 15 000                                             | 15 000                                             | 15 000                                             | 15 000                                             | 15 000                                             | 15 000                                             |  |
| Размеры ходовой части                                                           | Колёсная база тележек, мм                                   | 2600                                  | 2400                               | 2600                           | 2400                                                | 2600 (М) / 2400 (П)                                | 2600 (М) / 2400 (П)                                | 2600 (М) / 2400 (П)                                | 2600 (М) / 2400 (П)                                | 2600 (М) / 2400 (П)                                | 2600 (М) / 2400 (П)                                |  |
| Размеры ходовой части                                                           | Диаметр новых колёс, мм                                     | 1059                                  | 957                                | 1059                           | 957                                                 | 1059 (М) / 957 (П)                                 | 1059 (М) / 957 (П)                                 | 1059 (М) / 957 (П)                                 | 1059 (М) / 957 (П)                                 | 1059 (М) / 957 (П)                                 | 1059 (М) / 957 (П)                                 |  |
| Размеры ходовой части                                                           | Ширина колеи, мм                                            | 1520                                  | 1520                               | 1520                           | 1520                                                | 1520                                               | 1520                                               | 1520                                               | 1520                                               | 1520                                               | 1520                                               |  |
| Минимальный радиус проходимых кривых, м                                         | Минимальный радиус проходимых кривых, м                     | 120                                   | 120                                | 120                            | 120                                                 | 120                                                | 120                                                | 120                                                | 120                                                | 120                                                | 120                                                |  |
| Весовые характеристики                                                          |                                                             |                                       |                                    |                                |                                                     |                                                    |                                                    |                                                    |                                                    |                                                    |                                                    |  |
| Масса тары, т.                                                                  | пригородно-городского                                       | ?                                     | 51,5                               | 65,0                           | 46,7                                                | ?                                                  | ?                                                  | 233,0                                              | 344,7                                              | 456,4                                              | 614,8                                              |  |
| Пассажировместимость                                                            |                                                             |                                       |                                    |                                |                                                     |                                                    |                                                    |                                                    |                                                    |                                                    |                                                    |  |
| Число сидячих мест                                                              | пригородный, 3 класс                                        | 68                                    | 61 + 3 от.                         | 116                            | 116 (110 c WC)                                      | 129                                                | 361 + 3 от.                                        | 354 + 6 от.                                        | 586 + 6 от.                                        | 818 + 6 от.                                        | 1166 + 6 от.                                       |  |
| Число сидячих мест                                                              | пригородно-городской, 3 класс                               | ?                                     | 53 + 3 от.                         | 100                            | 100                                                 | —                                                  | —                                                  | 306 + 6 от.                                        | 506 + 6 от.                                        | 706 + 6 от.                                        | 1006 + 6 от.                                       |  |
| Число сидячих мест                                                              | экспресс, 2 класс (вариант 1)                               | 43                                    | 36 + 2 от.                         | 74                             | 74 (68 c WC)                                        | 79 + 2 от.                                         | 227 + 2 от.                                        | 220 + 4 от.                                        | 368 + 4 от.                                        | 516 + 4 от.                                        | 738 + 4 от.                                        |  |
| Число сидячих мест                                                              | экспресс, 2 класс (вариант 2)                               | ?                                     | 38                                 | 78                             | 78                                                  | —                                                  | —                                                  | 232                                                | 388                                                | 544                                                | 778                                                |  |
| Число сидячих мест                                                              | экспресс, 1+2+3 класс                                       | 1 кл.: 36 2 кл.: 43 3 кл.: 61 + 3 от. | 1 кл.: 22 + 4 VIP 2 кл.: 36+ 2 от. | 1 кл.: 64 2 кл.: 74 3 кл.: 116 | 1 кл.: 64 2 кл.: 74 (68 c WC) 3 кл.: 116/(110 c WC) | зависит от выбранной компоновки вагонов по классам | зависит от выбранной компоновки вагонов по классам | зависит от выбранной компоновки вагонов по классам | зависит от выбранной компоновки вагонов по классам | зависит от выбранной компоновки вагонов по классам | зависит от выбранной компоновки вагонов по классам |  |
| Число сидячих мест                                                              | экспресс, 1+2+3 класс                                       | 1 кл.: 36 2 кл.: 43 3 кл.: 61 + 3 от. | 1 кл.: 22 + 4 VIP 2 кл.: 36+ 2 от. | 1 кл.: 64 2 кл.: 74 3 кл.: 116 | 1 кл.: 64 2 кл.: 74 (68 c WC) 3 кл.: 116/(110 c WC) | —                                                  | —                                                  | —                                                  | —                                                  | —                                                  | 0008-0010: 872 + 2 от                              |  |
| Общая вместимость при максимальной населённости, чел.                           | пригородный, 3 класс                                        | ?                                     | 218                                | 282                            | 282                                                 | ?                                                  | ?                                                  | 1000                                               | 1564                                               | 2128                                               | 2866                                               |  |
| Общая вместимость при максимальной населённости, чел.                           | пригородно-городской, 3 класс                               | ?                                     | 236                                | 292                            | 292                                                 | ?                                                  | ?                                                  | 1014                                               | 1610                                               | 2224                                               | 3100                                               |  |
| Общая вместимость при максимальной населённости, чел.                           | экспресс, 2 класс (вариант 1)                               | ?                                     | 219                                | 266                            | 266                                                 | ?                                                  | ?                                                  | 970                                                | 1502                                               | 2034                                               | 2832                                               |  |
| Тягово-энергетические характеристики                                            |                                                             |                                       |                                    |                                |                                                     |                                                    |                                                    |                                                    |                                                    |                                                    |                                                    |  |
| Напряжение и род тока контактной сети                                           | Напряжение и род тока контактной сети                       | 3000 В =                              | —                                  | 3000 В =                       | —                                                   | 3000 В =                                           | 3000 В =                                           | 3000 В =                                           | 3000 В =                                           | 3000 В =                                           | 3000 В =                                           |  |
| Часовая мощность двигателей, кВт                                                | Часовая мощность двигателей, кВт                            | 4×250 = 1000                          | —                                  | 4×250 = 1000                   | —                                                   | 4×250 = 1000                                       | 2×(4×250) = 2000                                   | 2×(4×250) = 2000                                   | 3×(4×250) = 3000                                   | 4×(4×250) = 4000                                   | 5×(4×250) = 5000                                   |  |
| Cкорость, км/ч                                                                  | конструкционная                                             | 120                                   | 120                                | 120                            | 120                                                 | 120                                                | 120                                                | 120                                                | 120                                                | 120                                                | 120                                                |  |
| Cкорость, км/ч                                                                  | эксплуатационная максимальная                               | 120                                   | 120                                | 120                            | 120                                                 | 120                                                | 120                                                | 120                                                | 120                                                | 120                                                | 120                                                |  |
| Cкорость, км/ч                                                                  | техническая на участке 3 км при пути разгона 1,5 км         | 70                                    | 70                                 | 70                             | 70                                                  | 70                                                 | 70                                                 | 70                                                 | 70                                                 | 70                                                 | 70                                                 |  |
| Среднее ускорение на прямом участке пути, м/c² (не менее)                       | при разгоне до 60 км/ч                                      | 0,70                                  | 0,70                               | 0,70                           | 0,70                                                | 0,70                                               | 0,70                                               | 0,70                                               | 0,70                                               | 0,70                                               | 0,70                                               |  |
| Среднее ускорение на прямом участке пути, м/c² (не менее)                       | при электрическом торможении с 80 км/ч, м/c² (не менее)     | 0,70                                  | 0,70                               | 0,70                           | 0,70                                                | 0,70                                               | 0,70                                               | 0,70                                               | 0,70                                               | 0,70                                               | 0,70                                               |  |
| Тормозной путь со скорости 120 км/ч при максимальной населённости, м, не более: | при полном электропневматическом торможении                 | 1000                                  | 1000                               | 1000                           | 1000                                                | 1000                                               | 1000                                               | 1000                                               | 1000                                               | 1000                                               | 1000                                               |  |
| Тормозной путь со скорости 120 км/ч при максимальной населённости, м, не более: | при экстренном пневматическом торможении                    | 1057                                  | 1057                               | 1057                           | 1057                                                | 1057                                               | 1057                                               | 1057                                               | 1057                                               | 1057                                               | 1057                                               |  |

### Нумерация и маркировка
Система нумерации и маркировки, принятая для ЭП2Д, в целом аналогична применяемой на ДМЗ (например, для ЭД4М). Составы получают номера четырёхзначного написания (начиная от 0001). Маркировка на лобовой части головных вагонов выполняется в формате ЭП2Д XXXX, где ХХХХ — номер состава (без указания номера вагона). Тип поезда наносится слева, а номер — справа от автосцепки. Каждый вагон состава получает свой номер, в котором первые цифры означали номер состава, последние две — номер вагона по комплекту. Маркировка с номерами вагонов выполняется под окнами посередине вагона и отличалась добавлением двух цифр в конец (формат ЭП2Д-XXXXYY, где YY — номер вагона). Для составов классической компоновки (то есть с двумя вагонами Пг) вагоны Мп получают чётные номера (из ряда 02, 04, 06, 08 и 10), вагоны Пг — 01 и 09, вагоны Пп — остальные нечётные (из ряда 03, 05, 07, 09, 11). Например, маркировка первого вагона Пг электропоезда ЭП2Д-0002 будет ЭП2Д-000201; одного из вагонов Мп — ЭП2Д-000204 и так далее.
Некоторое отличие от системы для ЭД4М появляется при компоновке с вагоном Мг (в таком случае этот вагон также получает номер 09). Например, вагоны опытного электропоезда ЭП2Д-0001 получили следующие номера: 000101 (Пг), 000102 (Мп), 000103 (Пп), 000109 (Мг).
Такой же принцип применён для версии ЭП2ДМ (форматы ЭП2ДМ XXXX и ЭП2ДМ-XXXXYY). Последние цифры номеров вагонов в опытном ЭП2ДМ-0300 (в последовательности сцепления) были 01, 02, 03, 04, 05, 06, 08, 07, 11, 10, 09.

### Сходные модели
- ЭП3Д — аналогичная серия электропоездов переменного тока[2][6][40].
- ДП2Д — серия дизель-поездов типа «тяни-толкай» (англ. Push-Pull) тепловозной тяги, включающих набор прицепных вагонов, унифицированных с вагонами электропоезда ЭП2ДМ, и тепловоз. Официально классифицируется как дизель-поезд, но при этом фактически дизель-поездом не является, поскольку в качестве тяговой единицы используется не унифицированный с поездом моторный вагон, а полноценный доработанный тепловоз ТЭП70БС (в качестве моторного вагона решено принять сам тепловоз). Состав формируется из головного вагона, от одного до пяти промежуточных вагонов, включая один концевой без межвагонного перехода с обычной автосцепкой со стороны тепловоза, и тепловоза ТЭП70БС с системой дистанционного управления[41][42].

## Конструкция
Конструктивно электропоезд ЭП2Д является развитием электропоездов ЭД4М с № 0500 и отличается от последнего главным образом обновлённой кабиной машиниста с крэш-системой и применением более современного энергосберегающего оборудования (экономия энергии составляет до 20 %). Почти все элементы конструкции производятся в России (локализация на момент создания опытных образцов составила более 90 %; к 2016 году планировалось приблизить её к 100 %). Для производства ЭП2Д не требуется поставок из Европы, что делает его устойчивым к возможным западным санкциям. К работе над поездом привлечены более 50 российских предприятий.
10 ноября 2022 года стало известно о разработке новой модификации электропоезда, ЭП2ДМ.
Конструктивно электропоезд ЭП2ДМ является развитием электропоездов ЭП2Д. Конструкция электропоезда ЭП2ДМ включает комплект электрооборудования (КЭО), созданный в ТМХ. КЭО спроектирован по принципу модульной конструкции, что позволяет получить максимальную ремонтопригодность узлов.

### Кузов
Электропоезд имеет гладкий кузов, аналогичный кузову электропоездов ЭД4М 500-х номеров, за исключением лобовой части кабины машиниста у головных вагонов. Вагоны поезда сцепляются между собой через беззазорное сцепное устройство, межвагонные переходы герметичные и выполнены в виде резиновой гармошки. У головных вагонов для возможности сцепления с другим подвижным составом установлены сцепные устройства с контуром зацепления по ГОСТ 21447-75 (СА-3). На крышах вагонов устанавливаются новые климатические системы без наружных воздуховодов.
Форма лобовой маски кабины головного вагона в верхней части повторяет профиль кабины ЭД4М 500-х номеров, а в нижней части имеет спрямлённую форму, что обусловлено наличием крэш-системы. Сцепка частично утоплена в кузов; вокруг неё в кузове имеется прямоугольный вырез, внутри которого размещены шланги пневмомагистралей. По бокам от выреза размещены буфера крэш-системы, предназначенной для поглощения удара в случае столкновения с препятствием. Буферные фонари имеют горизонтальное расположение и находятся на уровне рамы непосредственно над буферами, в то время как у ЭД4М 500-й нумерации они располагались на уровне лобового стекла и имели вертикальную ориентацию. Также в связи с требованиями российских перевозчиков конструкция кабины не имеет поручней, подножек и других выступов и предусматривает возможность установки съёмной лестницы, что позволяет предотвратить случаи несанкционированного подъёма людей в верхнюю зону лобовой стены и на крышу вагона со стороны лобовой части и затрудняет возможность проезда пассажиров снаружи в нижней части кабины, хотя и не предотвращает её.
Тамбуры вагонов могут выполняться с комбинированным выходом (для одновременного использования как с низкими, так и с высокими платформами), либо с выходом только на высокие платформы. Двери электропоезда двухстворчатые, прислонно-сдвижного типа. Над дверями снаружи имеются красные сигнальные лампы, предупреждающие об их закрытии.

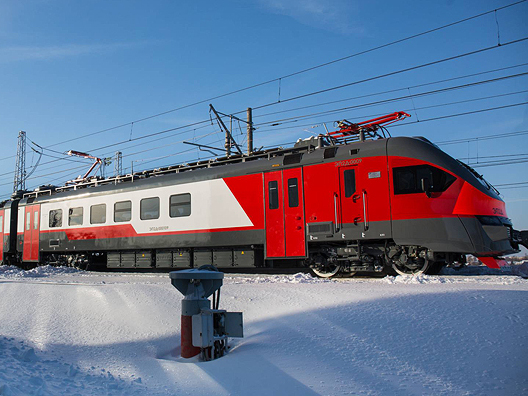
ЭП2Д-0001. Вагон ЭП2Д-000109 (Мг)
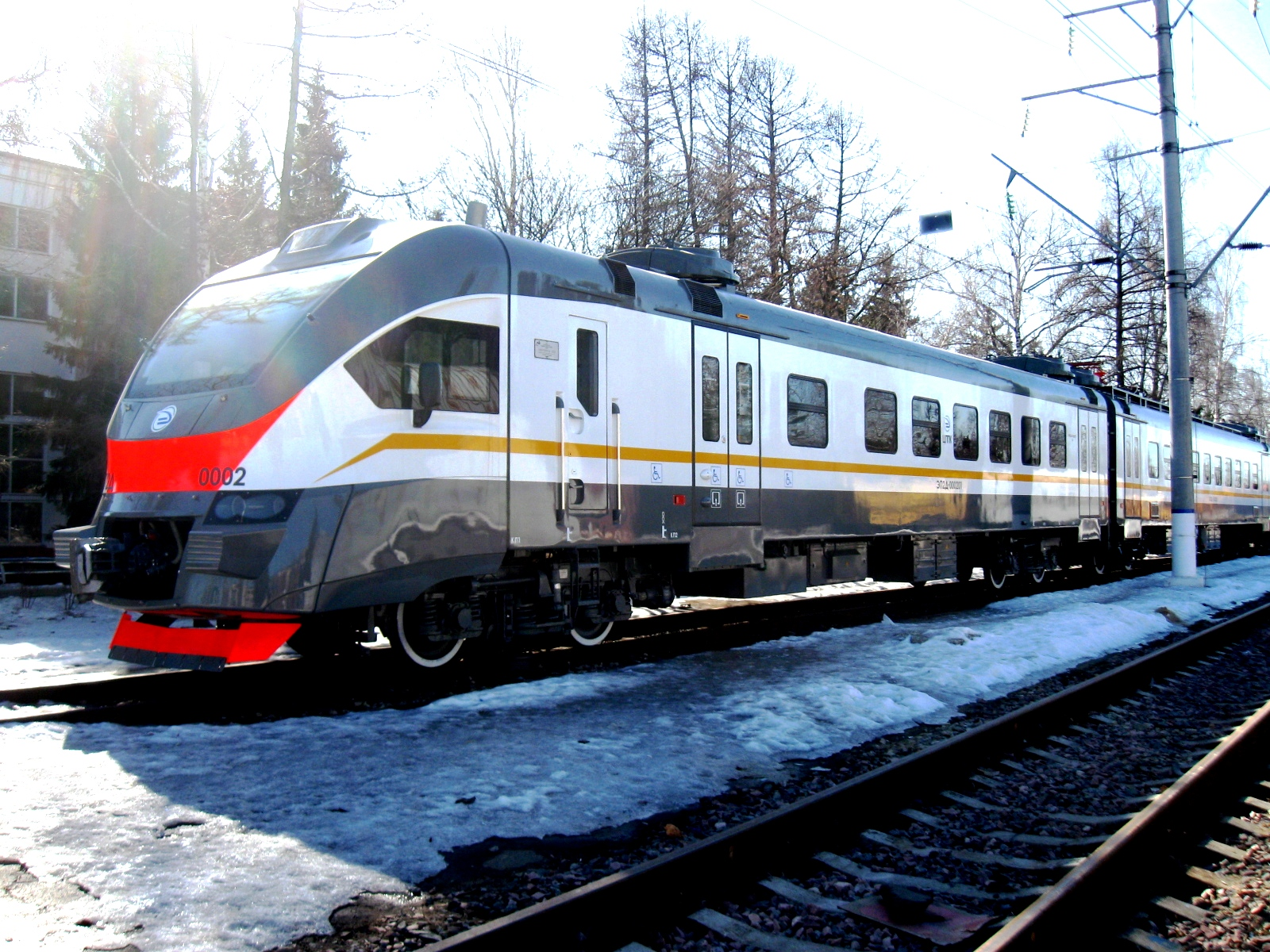
ЭП2Д-0002. Вагон ЭП2Д-000201 (Пг)
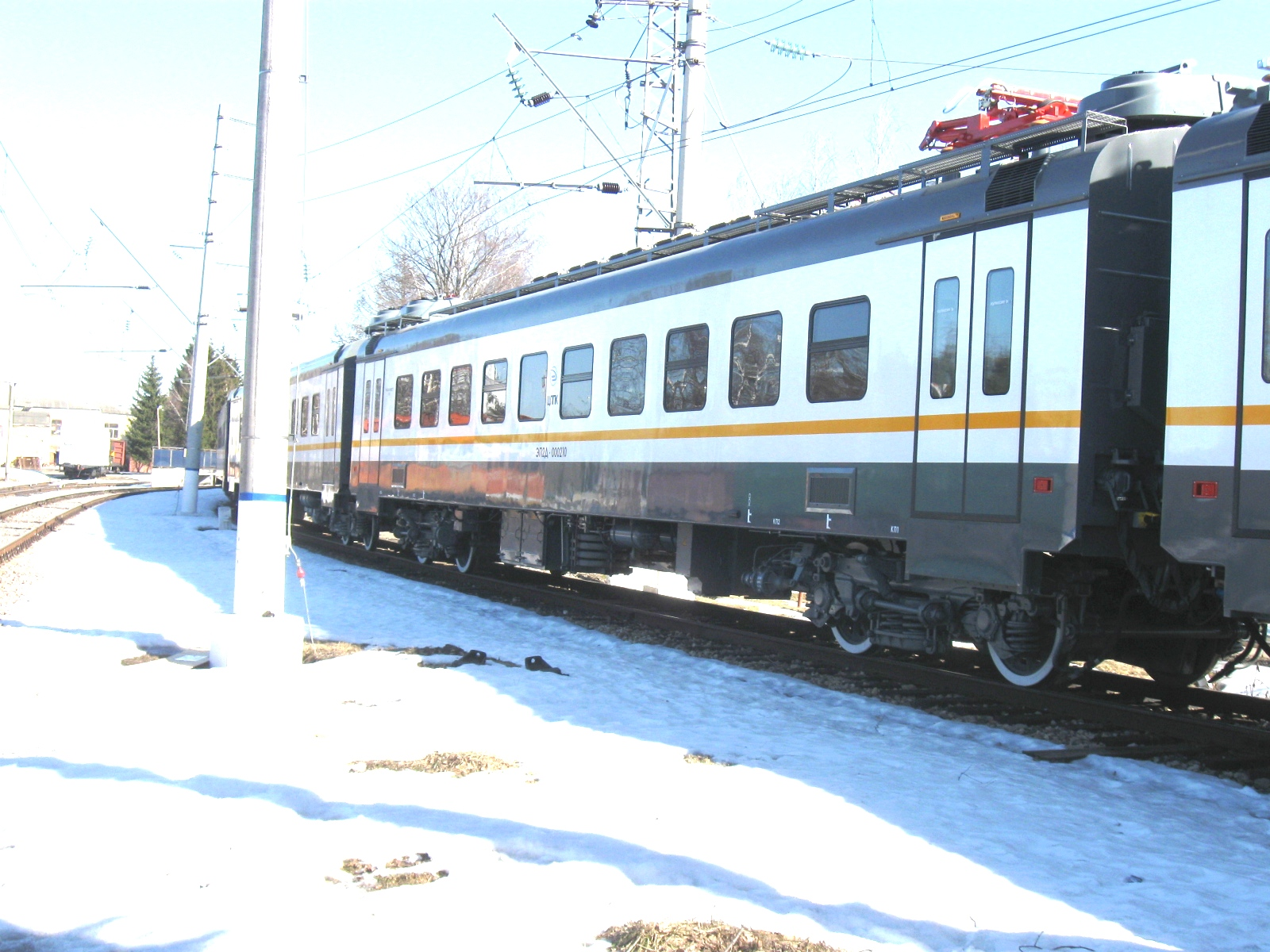
ЭП2Д-0002. Вагон ЭП2Д-000210 (Мп)
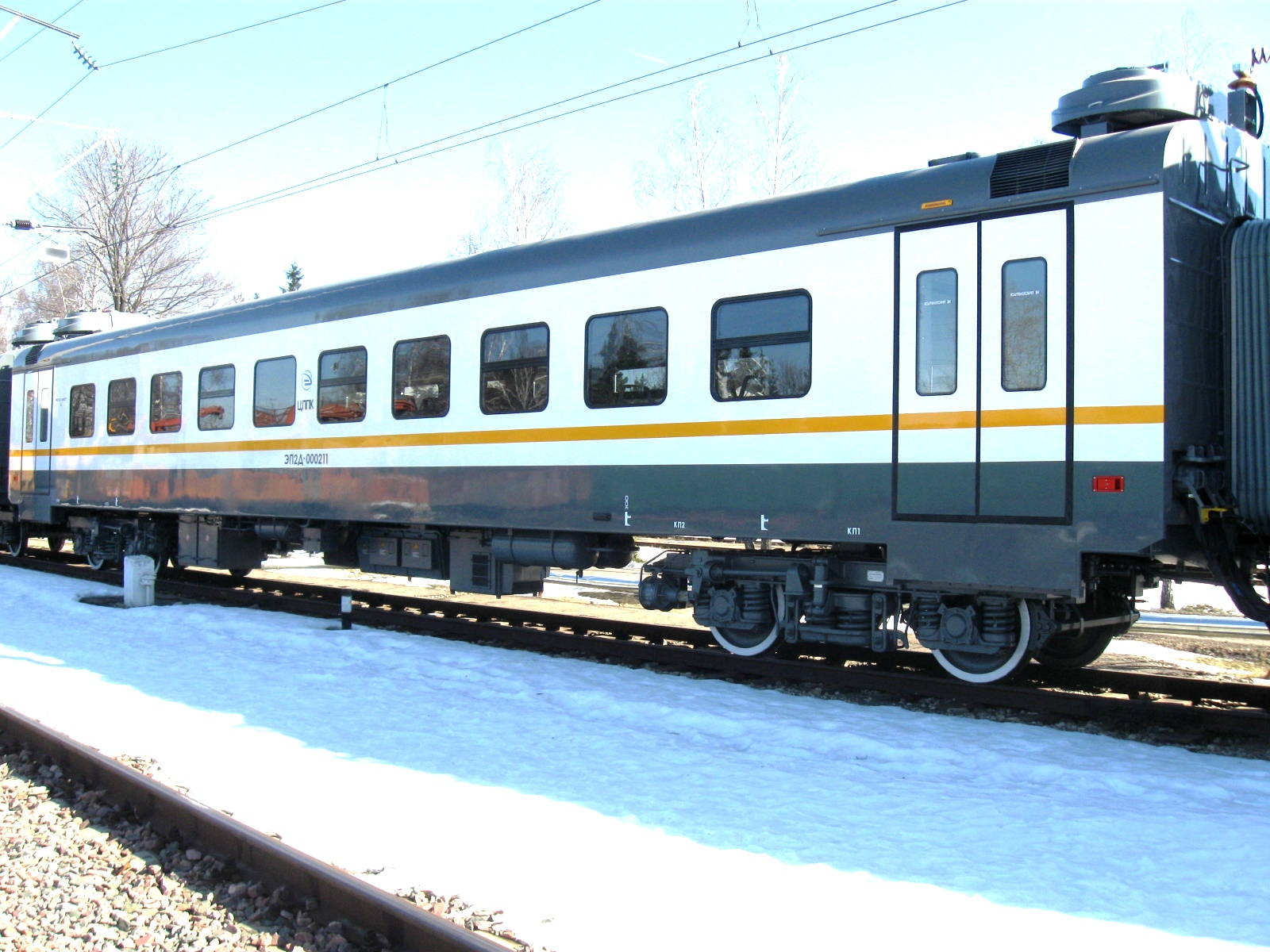
ЭП2Д-0002. Вагон ЭП2Д-000211 (Пп)

До весны 2019 года все укороченные составы (с вагоном Мг) выпускались только с комбинированными выходами, а без вагонов Мг — только с выходами на высокие платформы; в марте и апреле 2019 построены соответственно ЭП2Д-0070 и ЭП2Д-0069 — первые образцы с комбинированными выходами при основной составности.
В конструкции кузова наиболее заметным отличием ЭП2ДМ от ЭП2Д стала доработка дизайна маски кабины машиниста (с более широким стеклом и увеличенным наклоном). Появилась вогнутая впадина на уровне между автосцепкой и лобовым стеклом, а буферные фонари получили диагональные скосы. Кроме того, изменён механизм работы дверей пассажирского тамбура. Например, для дополнительной безопасности пассажиров увеличено время звукового и светового сопровождения открытия и закрытия створок. Кроме того, расширены диагностические возможности блоков управления дверями — отслеживаются и записываются неполадки в работе, возникшие в пути.

### Интерьер
Компоновка пассажирского салона может быть выполнена в пригородном, городском или экспрессном межрегиональном варианте в зависимости от условий заказчика. В салонах установлены новые пассажирские сиденья, багажные полки; светодиодные светильники, сгруппированные в две световые линии; двустрочные табло системы информирования пассажиров; климатическая система салонов без воздуховодов на крыше.
Сиденья в салоне расположены продольно в две линии по бокам от центрального прохода. В варианте экспресса устанавливаются мягкие односторонние кресла с наклонной спинкой, тканевой обивкой и подлокотниками друг за другом: в вагоне 1 класса — по два кресла в каждом ряду, а в вагоне 2 класса — по два в одном и по три в другом ряду. В пригородном варианте в салонах 3 класса устанавливаются двусторонние шестиместные диваны с прямой спинкой по три места с каждой стороны, на которых пассажиры размещаются лицом друг к другу, при этом сиденья в пригородных вагонах могут иметь несколько вариантов исполнения как по форме, так и по цвету (могут быть выполнены как однотонными, так и разноцветными), при этом в одном из вариантов исполнения часть сидений вблизи входа представляют собой четырёхместные диваны увеличенной ширины с более широким проходом с вертикальными поручнями, который может быть использован как накопительная площадка для проезда большего количества стоячих пассажиров (аналогично последним ЭД4М ЦППК). В головном вагоне за туалетом также могут располагаться откидные сиденья, устанавливаемые поперечно спинкой к стене, либо специальное огороженное VIP-купе, занимающее два окна с четырьмя кожаными креслами повышенной комфортности и переговорным столиком (в вагонах 1 класса).
У первых двух электропоездов ЭП2Д вагоны имеют разноклассовую компоновку, но в большинстве своём представляют вагоны 3 класса (пригородного исполнения). Например, у электропоезда ЭП2Д-0001 головные вагоны имеют сиденья пригородного 3 класса с откидными сиденьями в головной части, один промежуточный — аналогичные сиденья 3 класса, а другой — мягкие кресла 1 класса. У электропоезда ЭП2Д-0002 в пяти вагонах из шести, представленных на презентации в марте 2016 года, установлены сиденья 3 класса с обивкой синего цвета. Ещё в одном вагоне часть сидений имеет увеличенную ширину и расположено по схеме 2+2 по бокам от прохода с поручнями, при этом все сиденья имеют обивку разных цветов (синий, синевато-зелёный и тёмно-красный). У электропоезда ЭП2Д-0008, изготовленного в исполнении экспресса, один головной вагон — 1 класса с VIP купе на четыре человека, остальные вагоны — 2 класса (односторонние синие кресла схемы 2+3) и 3 класса (двусторонние диваны схемы 3+3 с разноцветными сиденьями оранжевого, синего и светло-зелёного цветов). С 25 марта 2020 года под сиденьями устанавливаются USB-розетки. Первым поездом такого типа стал ЭП2Д-0089. Количество розеток составляет 120, в зависимости от количества вагонов в составе. Планируется, что на Казанском направлении МЖД все поезда ЭП2Д будут оборудованы USB-розетками.
Окна в салоне не имеют резинового уплотнения (так называемая «псевдоклейка»), что позволяет при необходимости ускорить процесс замены окна в условиях депо до двух часов (замена обычного окна занимает до суток). Под креслами установлены эвакуационные ящики с кнопкой, внутри которых помещается складная лестница. Вагоны также оснащены новой системой пожаротушения.

Пассажирский салон
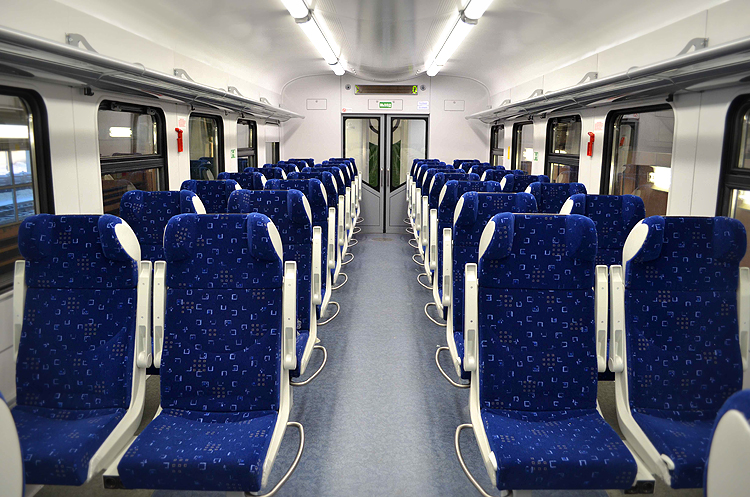
Салон 1 междугороднего класса с односторонними тканевыми креслами схемы 2+2
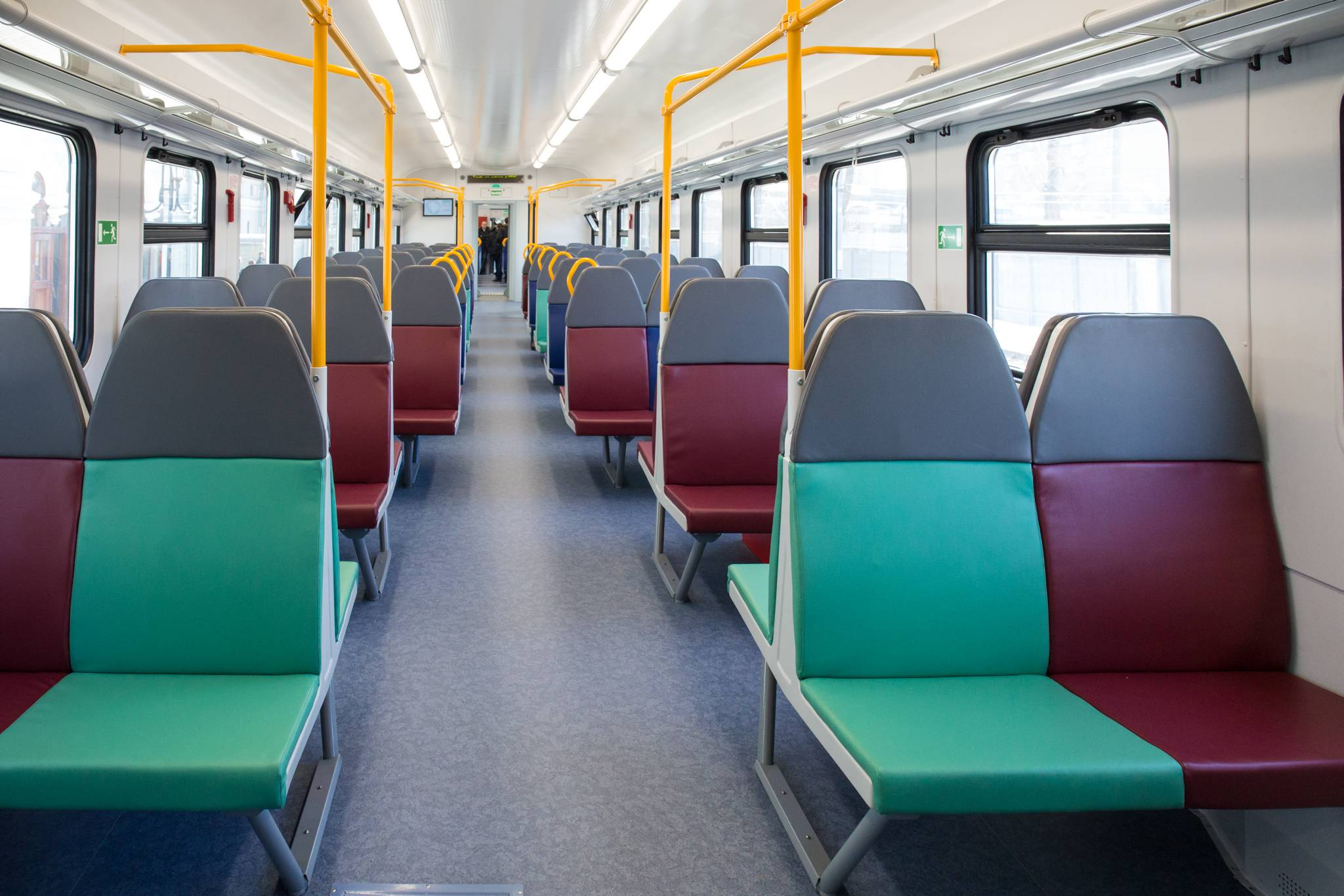
Салон 2 и 3 пригородного класса с разноцветными двусторонними кожаными сиденьями схемы 2+2 и 3+3
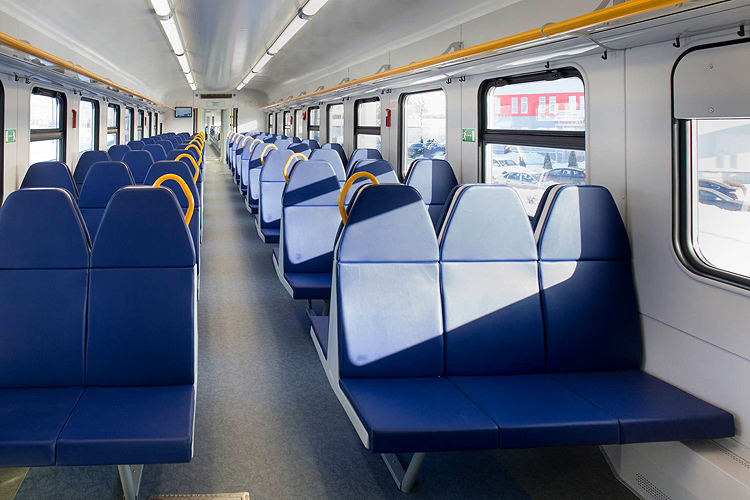
Салон 3 пригородного класса с двусторонними кожаными сиденьями схемы 3+3
- Салон ЭП2Д-0008 с вагонами трёх классов
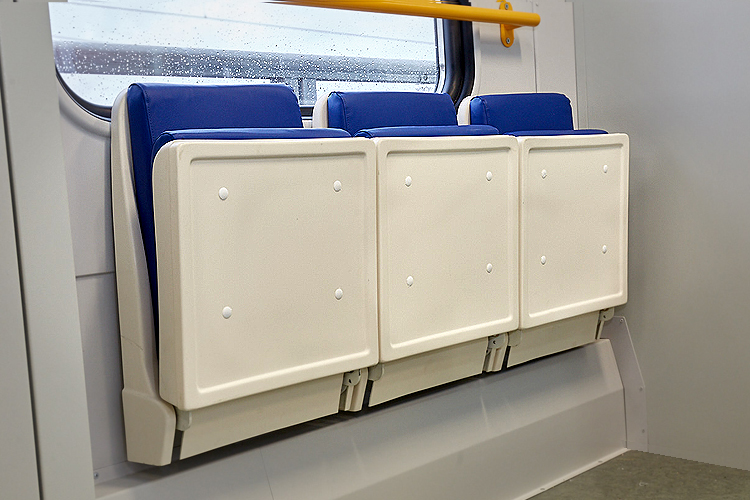
Боковые откидные сиденья
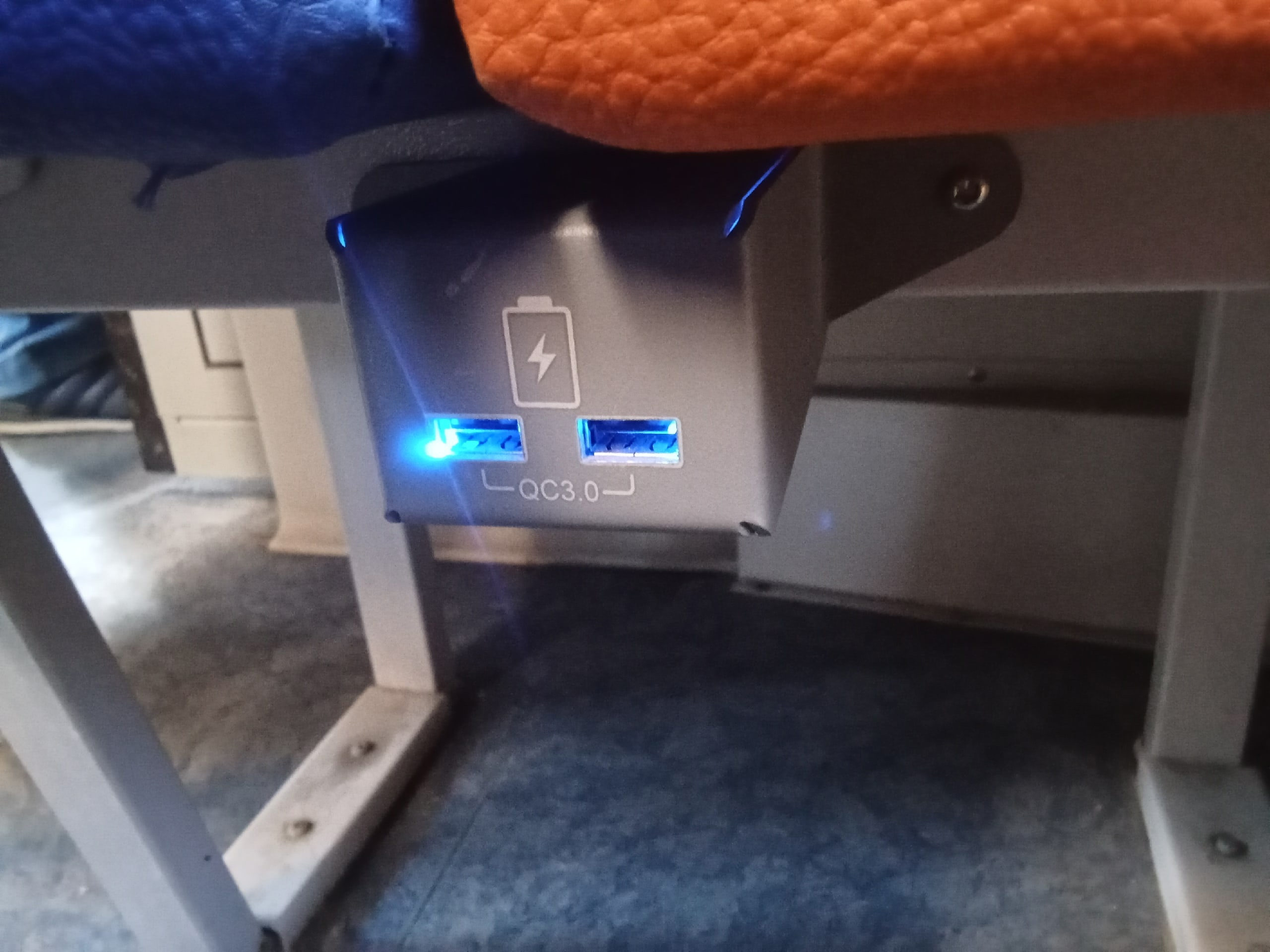
USB-розетки под сиденьями, устанавливаемые с 2020 года
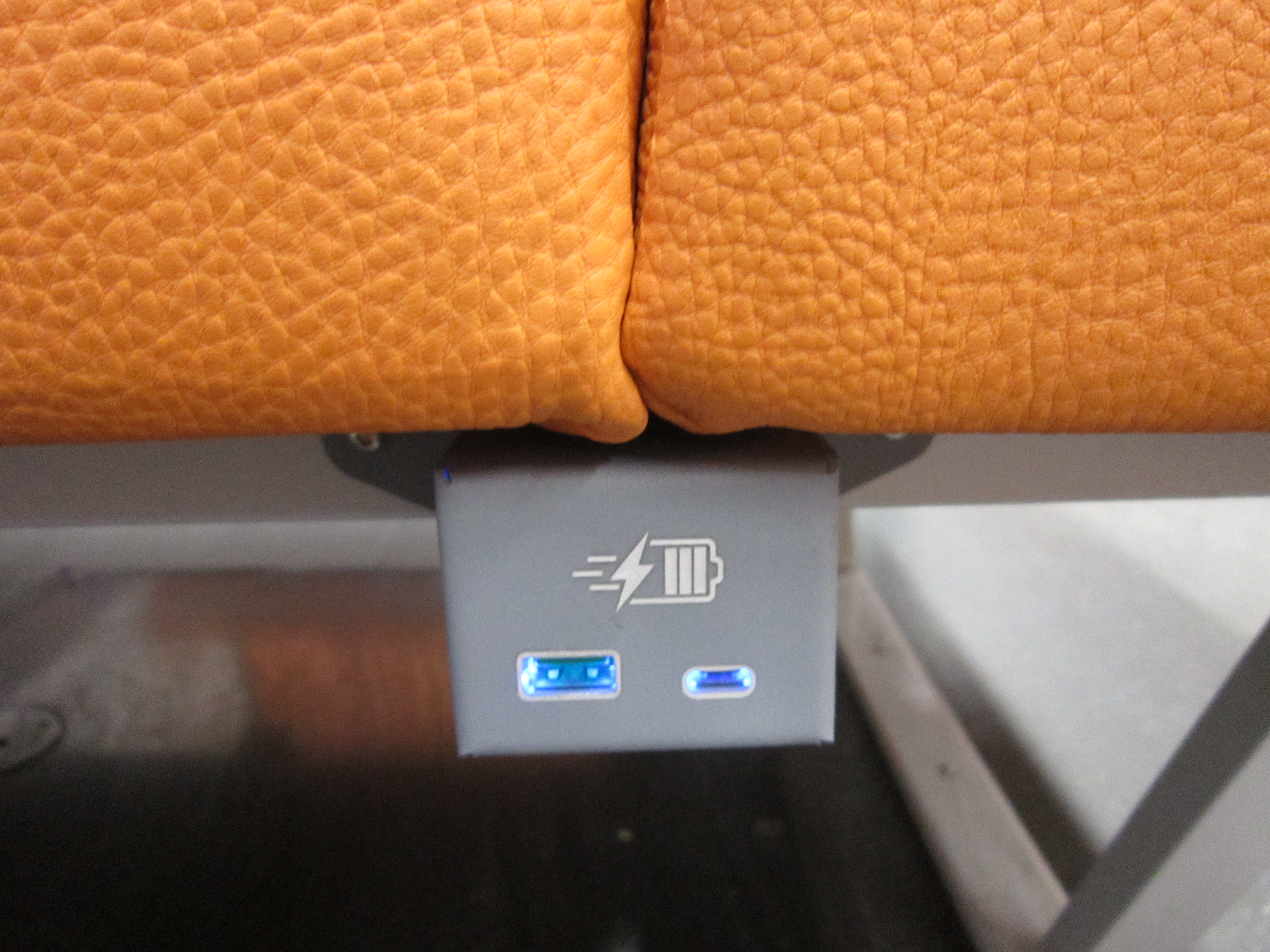
Розетки USB и USB-C под сиденьями

Тамбуры поездов отделены от салонов перегородкой с двустворчатыми салонными дверями. Каждый тамбур имеет по две прислонно-сдвижные двустворчатые двери, расположенные с обеих сторон поезда. У электропоездов с комбинированными выходами перед дверями имеются ступеньки, которые при следовании поезда в районах с высокими платформами закрываются специальными фартуками, а в тамбурах смонтированы дополнительные вертикальные поручни. Тамбуры головных вагонов у кабины машиниста имеют специальную аппарель для въезда инвалидных или детских колясок, а в случае исполнения поезда для низких платформ (с комбинированными выходами) — также подъёмный механизм для инвалидов. В промежуточных тамбурах со стороны торца вагона имеется герметичный межвагонный переход.
У головных вагонов между первым от кабины тамбуром и салоном расположен коридор. В прицепном головном вагоне коридор слева по пути в салон имеет боковое окно, справа имеется туалет для инвалидов (с увеличенной площадью и специальными поручнями). В моторном головном вагоне окно отсутствует, а его место занимают шкафы с электрооборудованием.

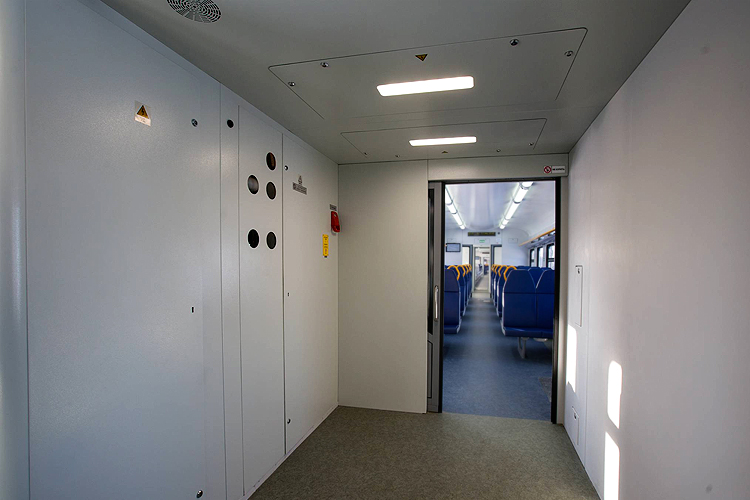
Коридор головного моторного вагона без окна со шкафами электрооборудования
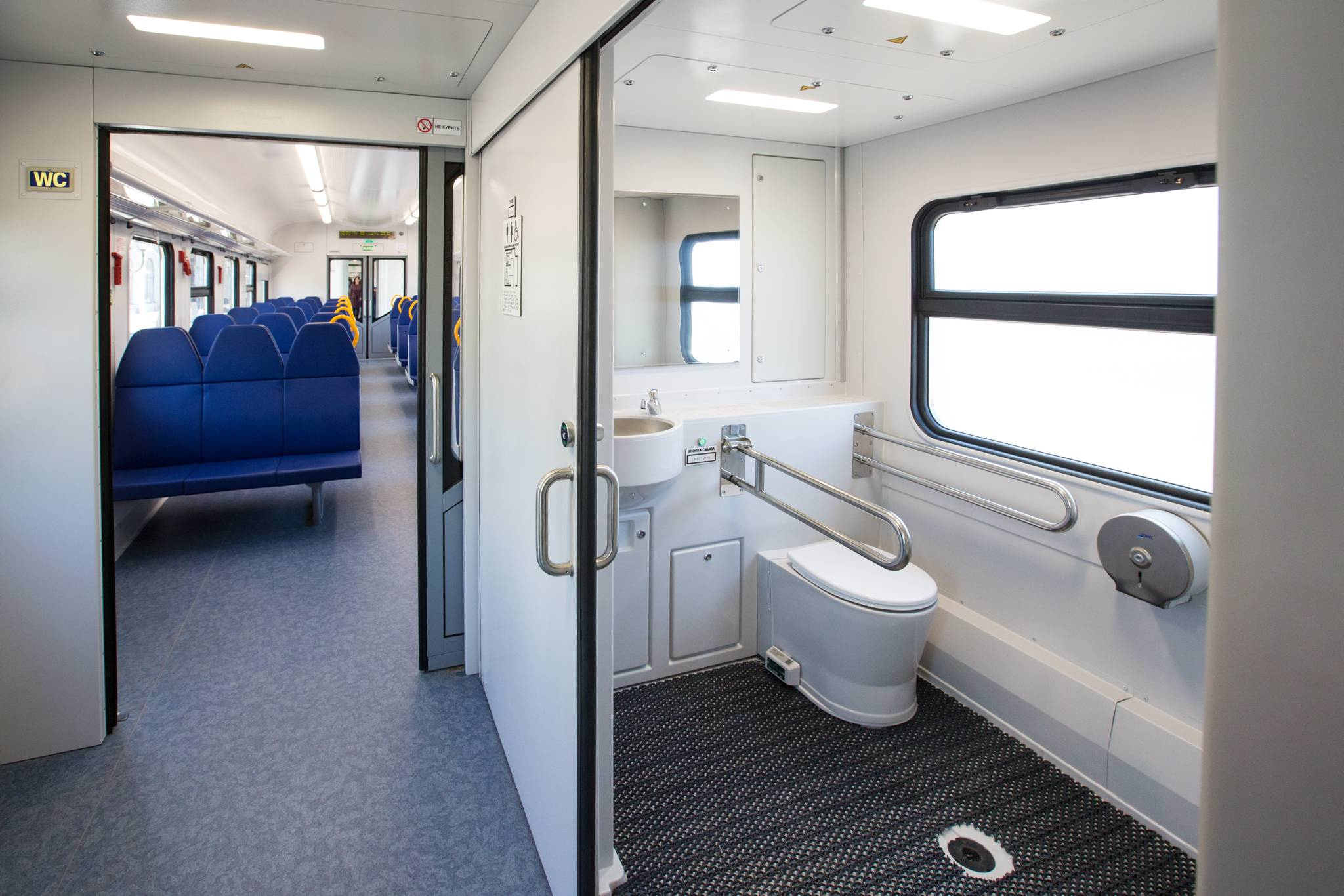
Коридор головного прицепного вагона с окном и широким туалетом
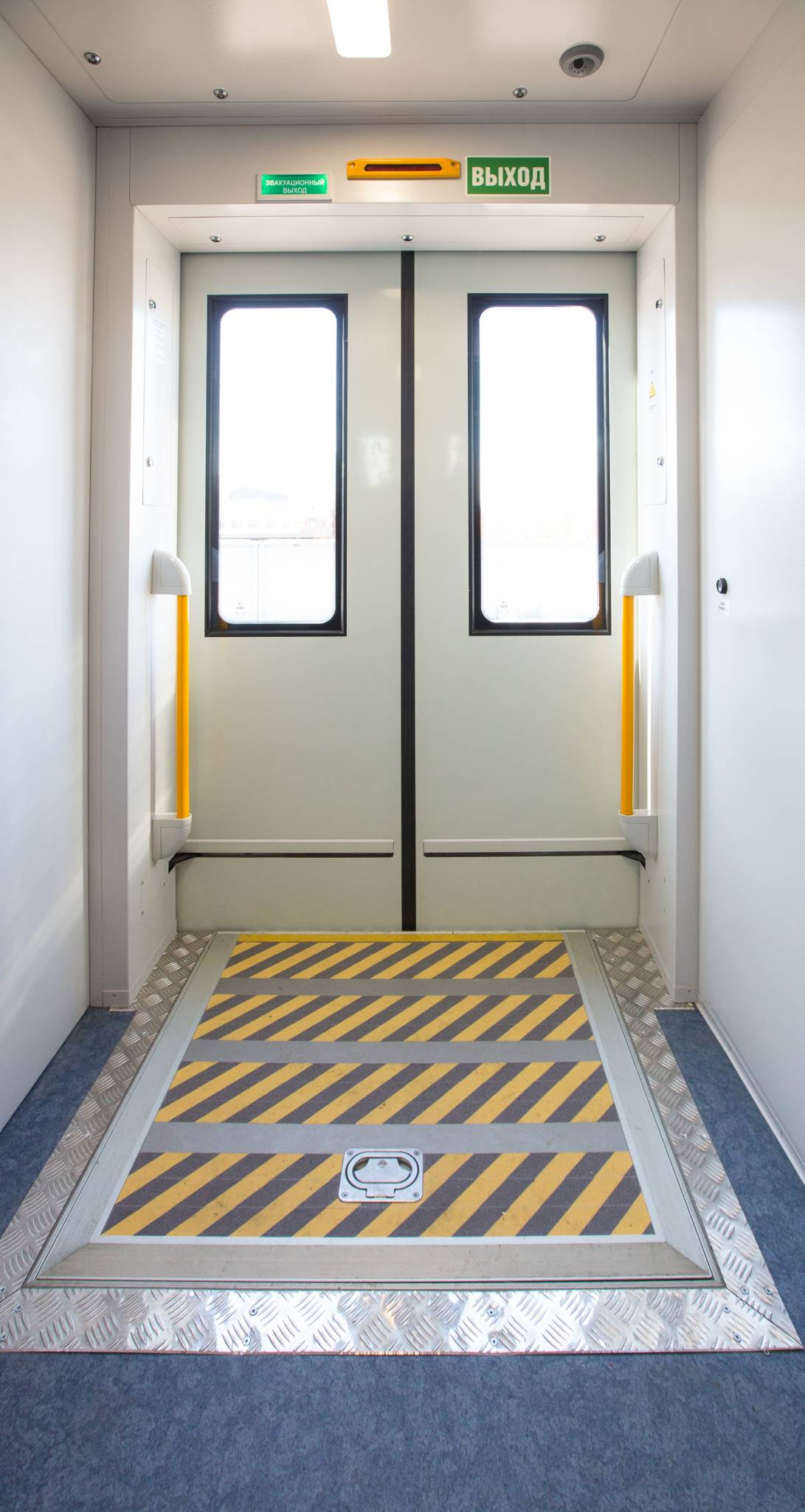
Тамбур
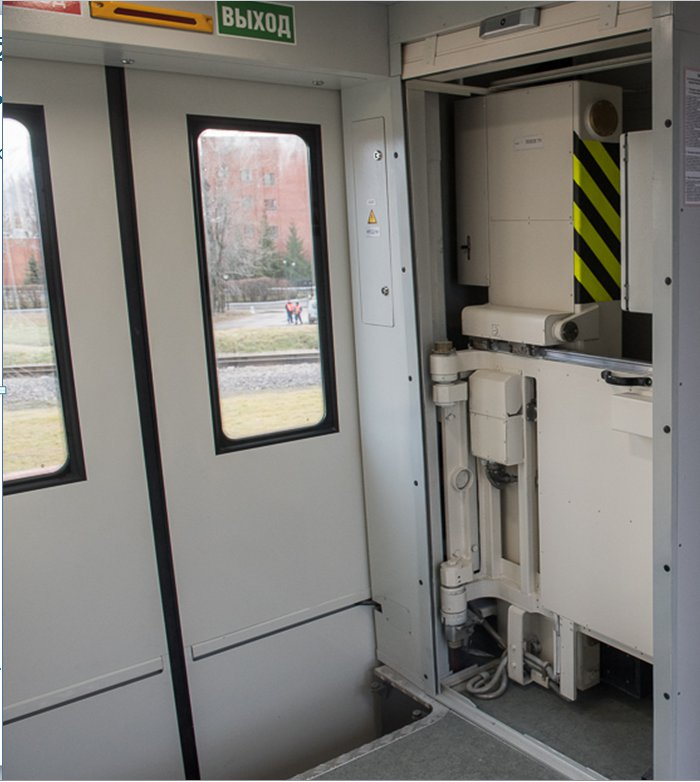
Тамбур с подъёмником для колясок

Кабина машиниста
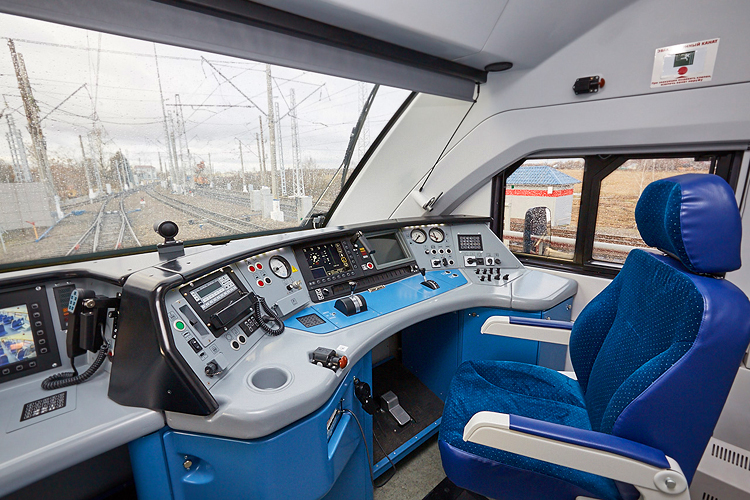
Пульт управления и кресло машиниста
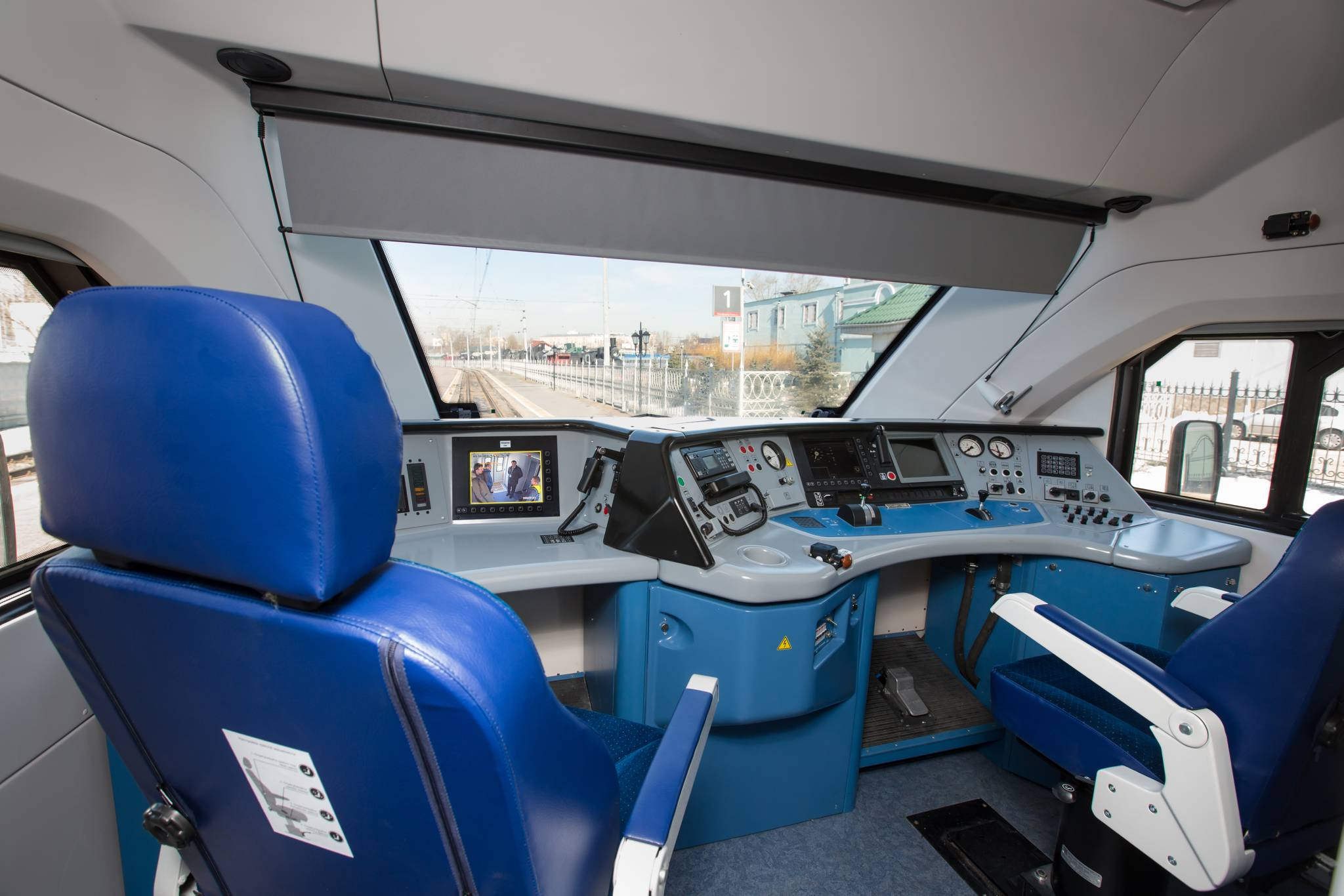
Общий вид кабины

Для модификации ЭП2ДМ обновлён интерьер пассажирского салона, при этом учтены пожелания пассажиров и операторов-перевозчиков. Например, была улучшена эргономика пассажирских диванов, благодаря чему обеспечивается дополнительное пространство при встречной посадке пассажиров.

## Эксплуатация

### ЭП2Д
С 12 сентября 2016 года электропоезда ЭП2Д, находящиеся в собственности ЦППК, начали курсировать в качестве экспрессов по маршруту Москва — Тула.
В октябре 2017 года электропоезд ЭП2Д-0001 в составе вагонов 000101 (Пг) и 000109 (Мг) прибыл для проведения обучения локомотивных бригад и опытной эксплуатации на Южно-Кавказскую железную дорогу (в депо Ереван Армянской железной дороги, переданной к тому времени в концессионное управление ОАО «РЖД»). 27 февраля 2018 года электропоезд вышел в первый тестовый рейс, а 3 марта того же года на том же поезде с рабочим визитом в город Гюмри выехал премьер-министр Армении. Согласно планам его ввода в эксплуатацию, состав задействован на экспрессном маршруте № 100/101 Ереван — Гюмри. 4 марта состоялось официальное открытие маршрута, а первый пассажирский рейс состоялся 16 марта 2018 года.
Во второй половине 2017 года четыре электропоезда (номера 0002, 0004 — 0006) переданы из депо Нахабино (ТЧ-17) в депо Апрелевка (ТЧ-20), после чего началась эксплуатация серии на Киевском направлении Московской железной дороги (МЖД). В январе 2018 года, также из депо Нахабино в депо Апрелевка, переданы электропоезда с номерами 0007 и — временно — 0011. В марте 2018 года электропоезд под номером 0011 окончательно принят на техническое обслуживание в депо Апрелевка.
Позже некоторые составы передавались между различными депо МЖД. В конце 2018 года построен и вскоре передан в депо Ереван ещё один двухвагонный состав (ЭП2Д-0003).

### ЭП2ДМ

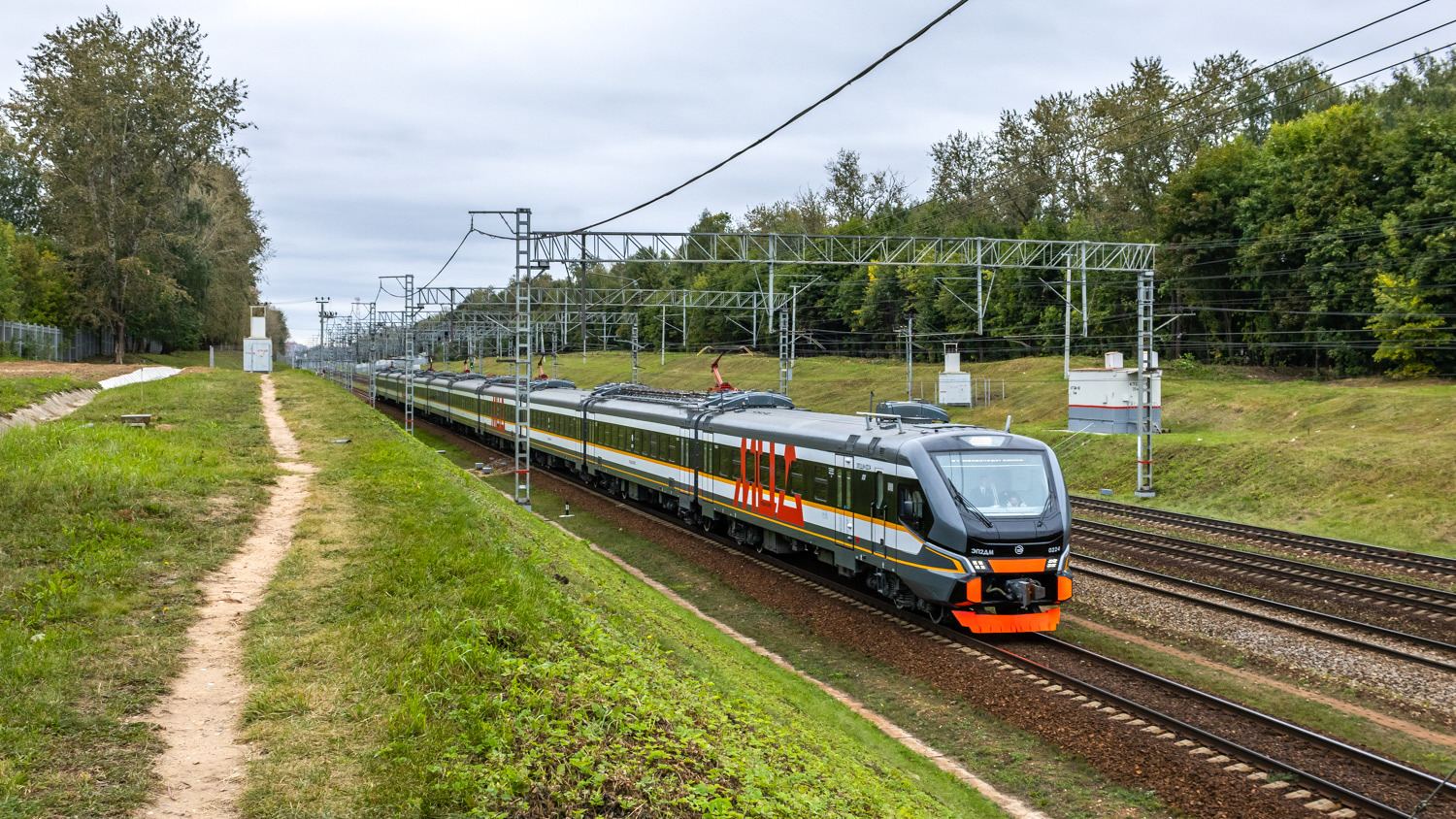
Электропоезд ЭП2ДМ-0224 в первый день эксплуатации МЦД-4

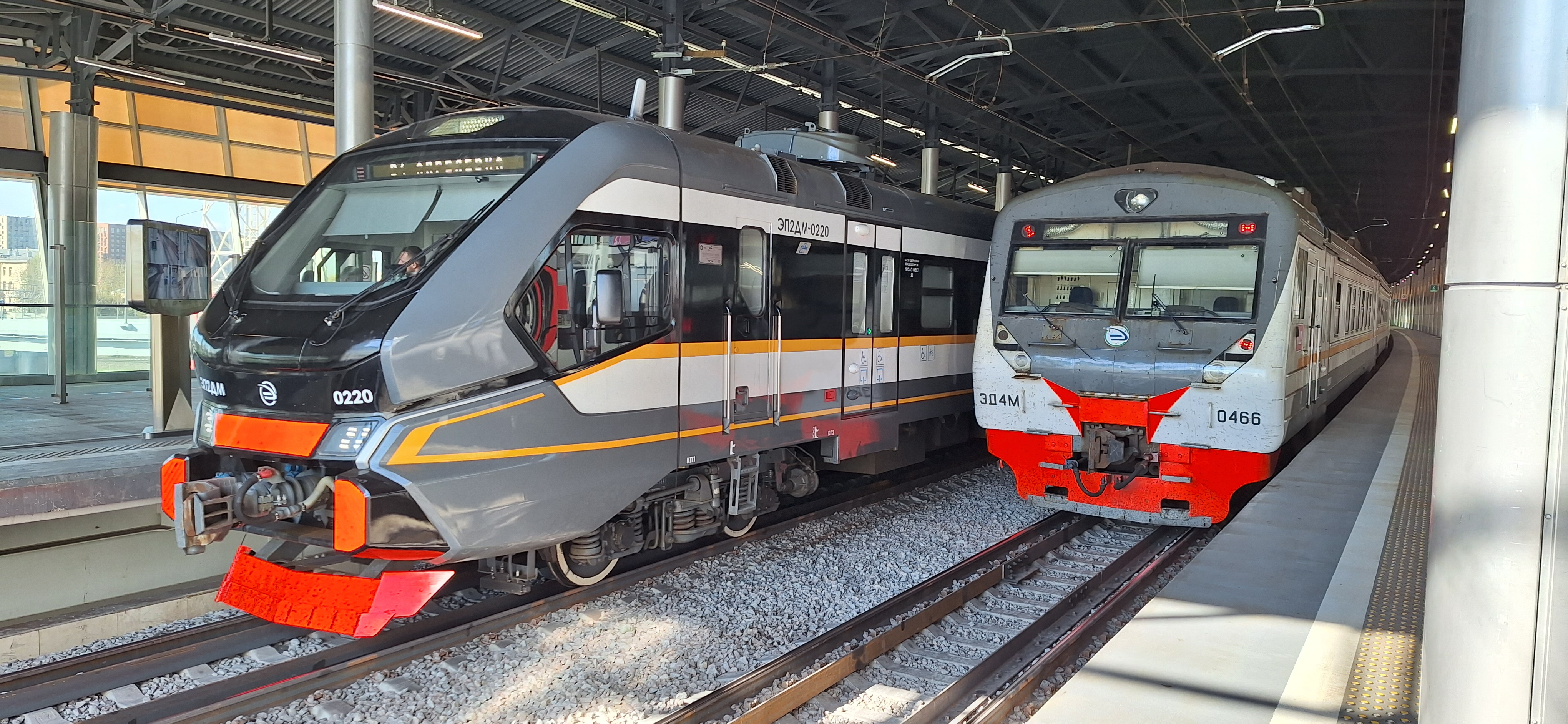
ЭП2ДМ и ЭД4М на платформе Москва-Сити

Работа ЭП2ДМ с пассажирами началась в августе  2023 года.  9 сентября, в день открытия движения по линии МЦД-4, на ней начали курсировать электропоезда ЭП2ДМ. В этом же месяце два электропоезда ЭП2ДМ прибыли на Западно-Сибирскую железную дорогу для обслуживания пригородных маршрутов Омской области. 1 мая 2025 года по маршруту Имеретинский Курорт — Сухум начал курсировать электропоезд ЭП2ДМ, получивший название «Диоскурия».

## Именные электропоезда
6 октября 2017 года электропоезду ЭП2Д-0024 присвоено именное название «Кремлёвские курсанты» (ранее это имя носил состав ЭД4М-0296).
В августе 2018 года электропоезду ЭП2Д-0047 присвоено именное название «Владимир Старостенко», которое он носил до апреля 2019 года, после чего это название передано составу ЭП2Д-0016.
В мае 2021 года составу ЭП2Д-0127 присвоено имя «Подольские курсанты». Он посвящён подвигу командиров и курсантов подольских артиллерийского и пехотного военных училищ. На всех вагонах нанесены красные полосы и памятные надписи, а на головных дополнительно размещены изображения лент и звезд. В салоне развешаны плакаты на тему подвига, с хроникой военных событий, именами и фотографиями героев. В свой первый рейс именной поезд отправился 7 мая 2021 года от станции Подольск,.
В 2022 году составу ЭП2Д-0135 присвоено имя «Томский экспресс».

## Транспортные происшествия
- 1 марта 2019 года произошло столкновение электропоезда ЭП2Д-0003, следовавшего из Гюмри в Ереван, с пересекающим пути в неположенном месте легковым автомобилем. Новый электропоезд совершал испытательную поездку и следовал по данному участку со скоростью 83 км/ч. При обнаружении на путях автомобиля машинист состава включил звуковой сигнал и применил экстренное торможение, однако предотвратить столкновение не удалось. В результате аварии повреждена лобовая часть головного вагона[69].
- 6 ноября 2020 года на переезде 31 километра перегона Голицыно — Одинцово (в районе платформы Перхушково) произошло столкновение электропоезда ЭП2Д-0006, следовавшего из Лобни в Дорохово, с грузовым автомобилем. В результате аварии пострадали водитель и пассажир автомобиля; повреждён вагон 000609. По сообщению пресс-службы МЖД, автоматическая сигнализация в момент происшествия работала исправно[16][70][71].

### Комментарии
1. 1 2 3 4  Номера 2xxx и 3xxx имеют отдельные вагоны
2. ↑  Бо́льшая часть Крымского полуострова  является объектом территориальных разногласий между Россией, контролирующей спорную территорию, и Украиной, в пределах признанных большинством государств — членов ООН границ которой спорная территория находится.
3. 1 2  АО «Центральная ППК» и АО «Экспресс-пригород» эксплуатируют подвижной состав на инфраструктуре ОАО «РЖД».
4. ↑  Армянская железная дорога с 13 февраля 2008 года перешла под концессионное управление ОАО «РЖД» / ЗАО «ЮКЖД».
5. ↑  ООО «Южная ППК» эксплуатируют подвижной состав на инфраструктуре ФГУП «Крымская железная дорога».
6. 1 2  Согласно позиции Укрзализныци, Крымская железная дорога является дирекцией перевозок Приднепровской железной дороги с правами расширенной автономии. Фактически с 26 марта 2014 года является самостоятельной железной дорогой, прекратившей административное взаимодействие с бывшей материнской структурой
7. ↑  ЭП2Д-0004 изначально создавался в восьмивагонной составности как ЭП2Д-0003, в связи со сменой заказчика перед поставкой дополнен тремя вагонами и перенумерован.
8. ↑  Высокая платформа — платформа, высота которой над уровнем головки рельса (УГР) составляет 1100 мм. Средняя платформа — платформа, высота которой над УГР составляет 550 мм. Низкая платформа — платформа, высота которой над УГР не более 200 мм[32].
9. ↑  Большая часть характеристик приведена на основе данных сайта завода-изготовителя[2], Трансмашхолдинга[34] и руководства по эксплуатации[33], источники других характеристик указаны непосредственно в таблице возле соответствующего значения
10. ↑  После испытаний 2020 года (изначально составлял 30 лет).